# Mary I của Anh
Mary I của Anh (tiếng Anh: Mary I of England; tiếng Tây Ban Nha: María I de Inglaterra; tiếng Pháp: Marie Ire d'Angleterre; tiếng Đức: Maria I. von England; tiếng Ý: Maria I d'Inghilterra; 18 tháng 2 năm 1516 – 17 tháng 11 năm 1558), được biết đến là Nữ vương nước Anh và Ireland từ tháng 7 năm 1553 cho đến khi qua đời. Bởi vì những hành động thẳng tay đàn áp những người Kháng Cách trong thời kỳ mà bà trị vì, những người chống đối gọi bà là Mary khát máu (Bloody Mary). Trong lịch sử quân chủ nước Anh, nếu không tính Hoàng hậu Matilda và Jane Grey chưa chính thức hoặc gây tranh cãi về tính hợp pháp, thì Mary được xem là vị Nữ vương đầu tiên chính thức nhận ngai vị trị vì lãnh thổ Anh.
Một người cháu của Quân chủ Công giáo, Mary là con gái cả của Henry VIII của Anh, nằm trong danh sách kế vị chính thống. Nhưng khi cha bà tiêu hôn với mẹ bà, Catalina của Aragón để cưới Anne Boleyn, Mary bị xem là con ngoại hôn và bị tước đi quyền thừa kế Vương vị của cha. Sau khi xử tử Anne Boleyn và cưới Jane Seymour, nhà vua có người con trai tên Edward do Jane sinh ra, về cơ bản Mary hoàn toàn không còn khả năng kế vị, cùng với em gái Elizabeth Tudor. Năm 1547, em trai của Mary là Edward Tudor lên ngôi, tức Edward VI của Anh. Tuy vậy, nhà vua có sức khỏe không được tốt và không có khả năng sinh được người kế vị, quyền kế vị đột nhiên trở về tay của Mary sau Đạo luật kế vị thứ 3 vào năm 1543, một đạo luật mà vua cha Henry VIII đã thông qua trước khi qua đời, công nhận khả năng thừa kế của Mary và Elizabeth chỉ sau Edward.
Năm 1553, khi lâm trọng bênh, Edward cố dời bỏ tên Mary khỏi danh sách kế vị do dị biệt tôn giáo giữa hai chị em, vì Mary sùng theo Công giáo La Mã còn Edward theo phái Kháng Cách. Sau khi Edward qua đời, theo di chiếu của Edward thì Jane Grey được tuyên xưng là Nữ vương. Với tình thế như vậy, Mary liền chiêu tập binh mã trong vùng Đông Anglia để truất phế Jane Grey và lên ngôi Nữ vương một cách chính thống, sau đó Jane Grey cũng bị hành quyết để củng cố quyền cai trị của Mary trên ngai vàng nước Anh. Năm 1554, Mary kết hôn với Felipe II của Tây Ban Nha, do đó bà trở thành kiêm nhiệm tước hiệu Vương hậu Tây Ban Nha cùng các lãnh thổ khác, sau khi chồng bà lên ngôi năm 1556.
Là vị quân chủ thứ tư của Vương tộc Tudor, Mary được nhớ đến vì việc khôi phục sự ảnh hưởng của Công giáo La Mã tại Anh, đã bị đứt gãy vì cuộc hôn nhân giữa Henry VIII và Anne Boleyn. Trong suốt 5 năm trị vì, Mary ra sức càn quét những người theo Kháng Cách mà người ta gọi đó là Thời kỳ khủng bố triều đại Mary (Marian Persecution). Sau khi qua đời năm 1558, cục diện lại xoay chuyển lần nữa bởi người em gái cùng cha khác mẹ theo phái Kháng Cách, Elizabeth I của Anh.

## Thiếu thời

### Xuất thân

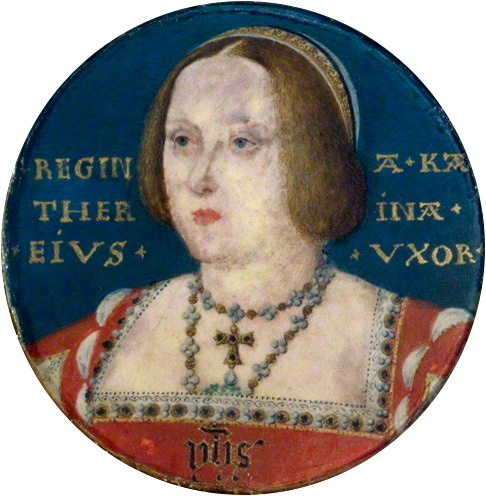
Mẹ của Mary, Catalina của Aragón và Castilla

Mary Tudor chào đời ngày 18 tháng 2 năm 1516 tại Cung điện Placentia ở Greenwich, Luân Đôn, là con duy nhất còn sống cho đến tuổi trưởng thành của Henry VIII của Anh với người vợ đầu, Catalina của Aragón. Trước khi sinh Mary, Vương hậu Catalina bị sẩy thai nhiều lần, chỉ có một người anh chết yểu trước bà là Henry Tudor, Công tước xứ Cornwall là được kịp đặt tên và làm lễ rửa tội. Qua họ mẹ, Mary là cháu ngoại của Ferrando II của Aragón và Isabel I của Castilla, hai vị Song vương vĩ đại được Giáo hội Công giáo phong danh hiệu cao quý Quân chủ Công giáo. Sau khi ra đời 3 ngày, Mary được rửa tội theo nghi thức Công giáo ở Greenwich, cha mẹ đỡ đầu của Mary gồm có: Bá tước phu nhân xứ Devon, Tể tướng Thomas Wolsey, và Công tước phu nhân xứ Norfolk. Cháu họ của Henry, Margaret Plantagenet, Nữ Bá tước xứ Salisbury đỡ đầu Mary trong lễ kiên tín, tổ chức ngay sau lễ rửa tội.
Vương nữ Mary là cô bé thông minh trước tuổi. Tháng 7 năm 1520, khi chưa đủ 4 tuổi, Mary biểu diễn đàn virginals cho một phái đoàn Pháp đến viếng thăm. Mary thụ hưởng phần lớn nền giáo dục ban đầu từ mẹ, và Vương hậu đã nhờ một học giả người Tây Ban Nha, Juan Luis Vives, tư vấn, và yêu cầu ông viết quyển De Institutione Feminae Christianae, về phương pháp giáo dục dành cho các bé gái. Mới lên 9 tuổi, Mary biết đọc và viết bằng tiếng Latin. Mary học tiếng Pháp, Tây Ban Nha, âm nhạc, khiêu vũ, và có lẽ cả tiếng Hy Lạp. Quốc vương Henry VIII rất yêu con gái và khoe với sứ thần Venezia, Sebastian Giustiniani rằng:"Cô bé này chưa hề khóc bao giờ".
Dù yêu con gái hết mực, Henry VIII vẫn thất vọng về cuộc hôn nhân vì Vương hậu không thể sinh con trai. Khi Mary lên 9 tuổi, cơ may cho Henry và Catalina có con trai nối dõi đã tiêu tan. Năm 1525, Henry cử Mary đến biên giới xứ Wales để chủ tọa, chỉ trên danh nghĩa, Hội đồng xứ Wales. Mary khi đó có "triều đình" riêng đặt tại Lâu đài Ludlow cùng danh hiệu và các đặc quyền vương tộc dành cho Thân vương xứ Wales. Các phu nhân và những người khác gọi bà là Nữ Thân vương xứ Wales (Princess of Wales), mặc dù Mary chưa bao giờ được tấn phong danh hiệu này. Trong 3 năm sống ở biên giới xứ Wales, Mary thường về thăm triều đình của phụ vương, trước khi về sống tại Luân Đôn từ giữa năm 1528.
Suốt thời thơ ấu của Mary, Quốc vương Henry VIII nhiều lần sắp xếp hôn nhân cho con gái. Khi mới 2 tuổi, Mary đã được hứa gả cho Vương tử nước Pháp (khi ấy còn rất nhỏ), con trai của François I của Pháp, nhưng ba năm sau hôn ước bị hủy bỏ. Năm 1522, lúc sáu tuổi, Mary hứa hôn với người anh họ 22 tuổi, Karl V của Thánh chế La Mã, người cháu gọi vương hậu Catalina là dì. Tuy nhiên, vài năm sau, Karl hủy hôn ước với sự đồng ý của Henry VIII. Hồng y Wolsey, cố vấn chính của Henry VIII, một lần nữa sắp xếp hôn nhân với Pháp, lần này Henry muốn Mary kết hôn với chính Quốc vương François I của Pháp, người đang thiết tha muốn liên kết với Anh. Hợp đồng hôn nhân được ký kết, theo đó Mary sẽ kết hôn hoặc với François I, hoặc với con trai ông là Henri của Pháp, Công tước xứ Orléans, nhưng Wolsey muốn bảo đảm sự liên minh với Pháp mà không cần kết ước hôn nhân. Theo nhận xét của Mario Savorgnano, sứ thần Venezia, Mary là một thiếu nữ có vóc dáng cân đối với làn da đẹp.

### Cha mẹ tiêu hôn

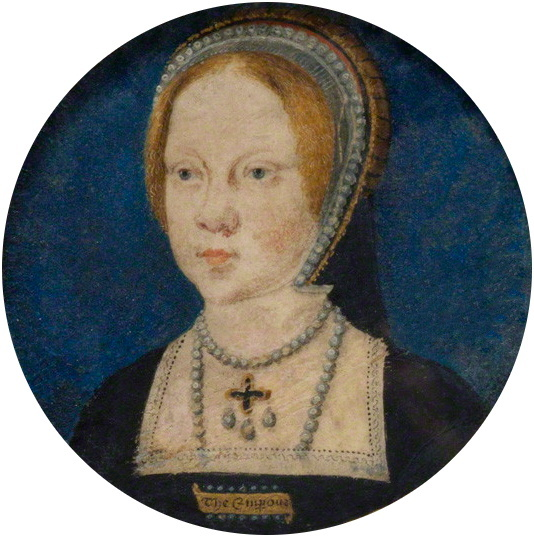
Vương nữ Mary vào thời điểm đính hôn với Carlos I của Tây Ban Nha.

Trong khi đó, hôn nhân giữa Henry VIII của Anh và Catalina của Aragón có nguy cơ đổ vỡ. Thất vọng vì không có con trai nối ngôi, và vì khao khát kết hôn lần nữa, Henry muốn hủy bỏ hôn nhân với Catalina để cưới một người khác, nhưng ý định này của ông bị Giáo hoàng Clêmentê VII từ chối. Henry trích dẫn Kinh Thánh (Lê-vi ký 20: 21) để chứng minh rằng hôn phối giữa ông và Vương hậu Catalina là bất khiết bởi vì Catalina trước đó đã kết hôn với người anh trai quá cố của ông, Vương tử Arthur, trong khi Vương hậu Catalina nói rằng hôn nhân giữa bà với Arthur là chưa hoàn thiện (hai người chưa nên vợ chồng trong khuê phòng). Dựa trên yếu tố ấy mà Giáo hoàng Giuliô II đã tuyên bố hủy bỏ cuộc hôn nhân. Clement miễn cưỡng từ khước yêu cầu của Henry VIII là do áp lực từ Karl V, cháu của Vương hậu Catalina, và từng là hôn phu của Mary. Trước đó, quân đội của Karl V đã chiếm đóng Roma trong Chiến tranh Liên minh Cognac.
Từ năm 1531, Mary thường xuyên mắc bệnh và bị trầm cảm, dù không rõ nguyên nhân. Bà không được phép gặp mẹ, lúc ấy bà đã rời khỏi cung. Đầu năm 1533, Henry kết hôn với Anne Boleyn, đến tháng 5, Thomas Cranmer, Tổng Giám mục Canterbury, chính thức tuyên bố cuộc hôn nhân với Vương hậu Catalina bị hủy bỏ, và hôn nhân với Anne là hợp lệ. Henry tách khỏi Giáo hội Công giáo La Mã, tuyên bố đứng đầu Giáo hội Anh. Vương hậu Catalina trở thành Quả phụ Vương phi xứ Wales (Dowager Princess of Wales), và Mary bị xem là con ngoại hôn, và vị trí của bà trong danh sách kế vị được dành cho em gái cùng cha khác mẹ mới chào đời của bà, Elizabeth Tudor, con gái của Anne Boleyn.
Lập trường của Mary cương quyết không chịu thừa nhận Anne Boleyn là Vương hậu, và Elizabeth là Vương nữ khiến Henry tức giận. Bị căng thẳng và bị cấm đoán, Mary thường xuyên bệnh tật. Sứ thần của Hoàng đế Karl V trở thành người thân cận của Mary, thay bà khẩn khoản Henry VIII nhưng không thành. Mối quan hệ giữa Mary và phụ vương ngày càng tồi tệ; suốt ba năm, họ không chịu nói chuyện với nhau. Mặc dù Mary và mẹ đều mắc bệnh, bà từ chối khi được phép đến thăm mẹ. Khi Vương hậu Catalina từ trần năm 1536, Mary đau khổ "khôn nguôi". Khi Catalina được an táng tại Đại giáo đường Peterborough, Mary đau buồn ở một nơi vắng vẻ trong tòa nhà Hunsdon ở Hertfordshire.

## Trưởng thành

Henry VIII, c. 1537

Năm 1536, Vương hậu Anne Boleyn bị thất sủng rồi bị xử chém. Vương nữ Elizabeth, giống Mary, trở thành Lady Elizabeth và bị tước quyền kế vị. Chỉ hai tuần sau khi hành quyết Anne, Henry kết hôn với Jane Seymour. Vương hậu Jane Seymour nài xin chồng giải hòa với Mary. Henry nhấn mạnh rằng Mary phải nhìn nhận ông là người đứng đầu Giáo hội Anh, bác bỏ thẩm quyền Giáo hoàng, công nhận hôn nhân của ông với mẹ bà là không hợp lệ, và chấp nhận mình là con bất hợp pháp. Mary cố giải hòa với cha bằng cách thuận phục thẩm quyền của ông đến mức "Chúa và lương tâm" cho phép, nhưng dần dà Mary chịu ký một văn kiện thỏa thuận với những đòi hỏi của Henry. Mary được phục hồi địa vị trong triều. Henry ban cho bà gia nhân và người tùy tùng. Tòa nhà Hatfield, Cung Beaulie, Richmond và Hunsdon là những nơi ở chính của Mary, cùng các cung điện của Henry ở Greenwich như Westminster và Hampton Court. Bà có quỹ riêng để chi trả cho các loại trang phục đắt tiền cũng như giải trí bằng cách chơi bài, là thú vui bà ưa thích. Cuộc nổi dậy ở phía bắc nước Anh, gọi là Pilgrimage of Grace, có sự tham gia của Lord Hussey, từng là quan thị thần cho Mary, bị trấn áp dữ dội. Hussey, cùng những người khác, bị xử tử, nhưng không có chứng cứ Mary dính líu đến vụ việc. Năm sau, 1537, Jane từ trần sau khi sinh Vương tử Edward. Mary được chọn làm mẹ đỡ đầu cho em trai cùng cha khác mẹ của mình, và là người than khóc chính trong tang lễ của Vương hậu.
Cuối năm 1539, Công tước Philipp xứ Bayern muốn tìm hiểu bà, nhưng Philipp là tín hữu Luther nên việc không thành. Tể tướng của nhà vua, Thomas Cromwell, thương thuyết với đồng minh tiềm năng, Công tước xứ Kleve, và muốn sắp xếp hôn nhân giữa Mary với Kleve, người cùng tuổi với Mary, nhưng lại không thành. Rốt cuộc, Henry đồng ý cưới Anna, chị gái của Công tước xứ Kleve. Tháng 12, 1539, sau lần gặp mặt đầu tiên, Henry không thích cô dâu nhưng không thể từ hôn vì lý do ngoại giao. Song, Cromwell bị thất sủng, bị bắt giữ vì tội phản quốc, và một tội danh vô lý khác: ông mưu tính kết hôn với Mary. Anna vội vàng đồng ý hủy hôn, tuyên bố cuộc hôn nhân là chưa hoàn thiện, còn Cromwell bị chém đầu.

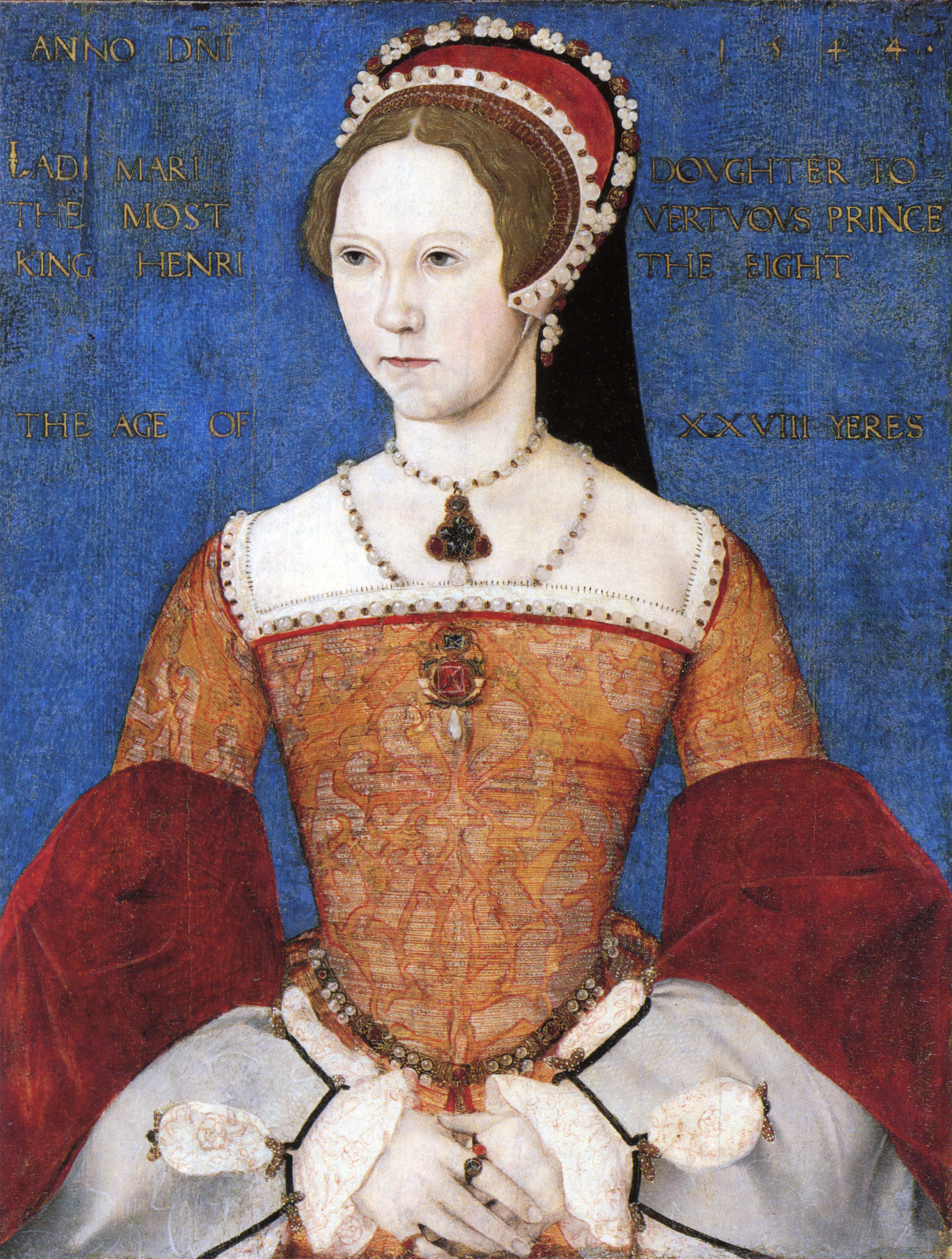
Lady Mary vào năm 1544

Năm 1541, Henry xử tội chết Nữ Bá tước xứ Salisbury, từng là mẹ đỡ đầu và quản gia cho Mary, do một âm mưu của người Công giáo mà con trai của bà, Reginald Pole, có liên can. Năm 1542, sau khi hành quyết người vợ thứ năm của mình, Catherine Howard, Henry, đang sống đơn thân, cho mời Mary đến dự lễ Giáng sinh. Mary xuất hiện với cha trong các sự kiện trong triều với tư cách nữ chủ nhà. Năm 1543, Henry kết hôn với người vợ thứ sáu, Catherine Parr, người đã giúp hàn gắn gia đình chồng. Qua Đạo luật Kế vị 1544, Henry phục hồi quyền kế vị cho hai người con gái, Mary và Elizabeth, kế tiếp Edward, mặc dù họ vẫn bị xem là con ngoại hôn.
Năm 1547, Henry băng hà và Edward lên ngôi. Mary thừa hưởng các lãnh địa ở Norfolk, Suffolk, và Essex, còn được ban tặng tòa nhà Hunsdon và Cung Beaulieu. Edward và Hội đồng Nhiếp chính tiến hành các cải cách tôn giáo trên toàn quốc theo khuynh hướng Kháng Cách qua Đạo luật Đồng nhất năm 1549, áp dụng nghi thức Tin Lành trong các thánh lễ và sử dụng Sách Cầu nguyện chung của Thomas Cranmer. Mary vẫn kiên định với niềm tin Công giáo và cho cử hành lễ misa trong nguyện đường của bà. Bà cũng kêu gọi người anh họ, Karl V, sử dụng các biện pháp ngoại giao để bà có thể tiếp tục hành đạo theo niềm tin của bà.
Trong thời trị vì của Edward, Mary ít khi xuất hiện tại triều đình. Giữa tháng 5 và 7 năm 1550, có một kế hoạch nhằm giúp Mary đào thoát khỏi nước Anh để đến một nơi an toàn trong lục địa châu Âu nhưng bất thành. Giáng sinh năm 1550, Mary họp mặt với Elizabeth và Edward, lúc đó nhà vua công khai quở trách Mary vì xem thường các chuẩn mực tôn giáo. Mary kiên quyết bác bỏ yêu cầu của Edward muốn bà từ bỏ Công giáo, trong khi Edward tiếp tục kiên trì với đòi hỏi của mình.

## Lên ngôi

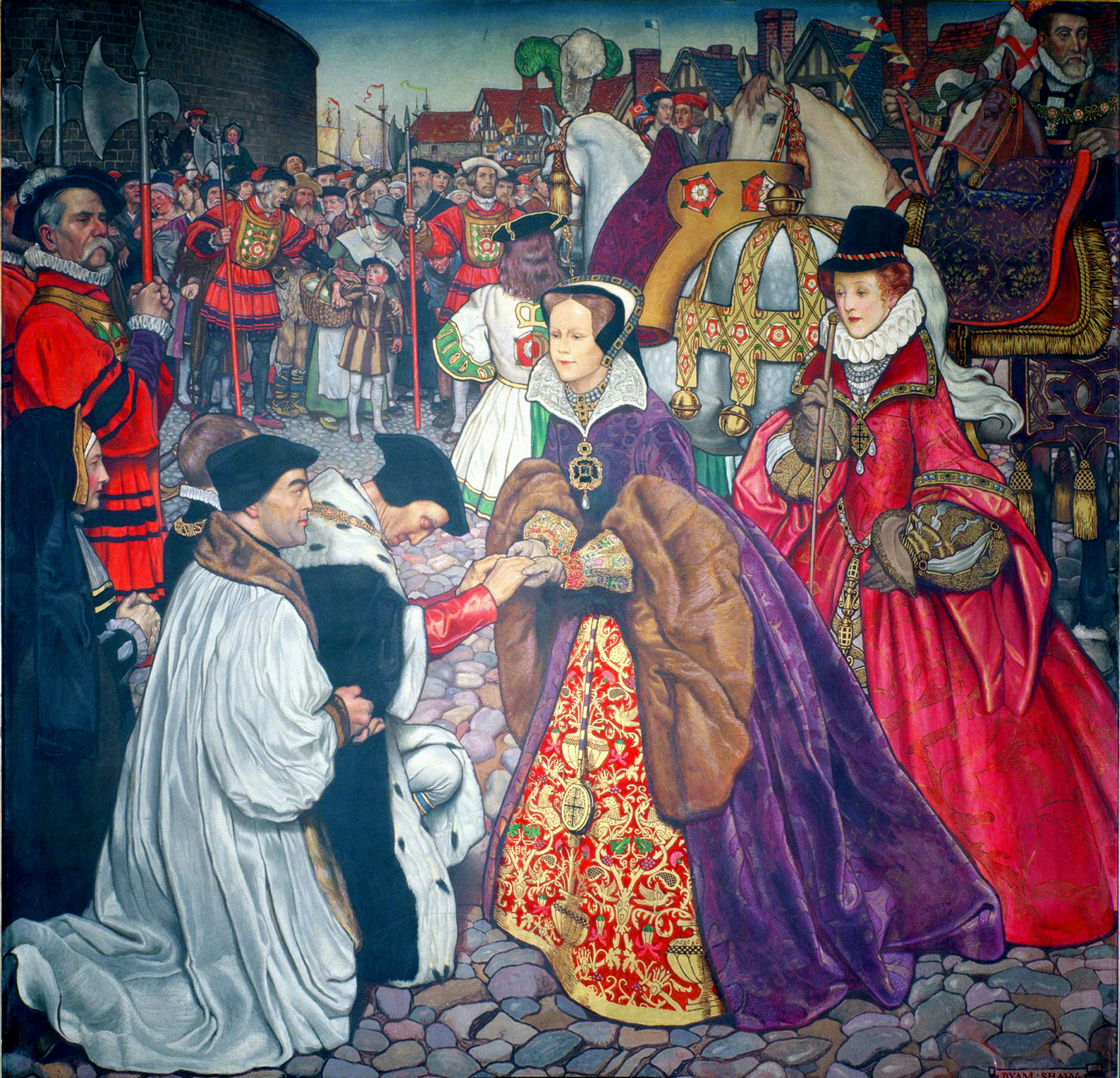
Mary và Elizabeth được tiếp rước khi vào Luân Đôn, tranh họa sĩ ẩn danh (sau năm 1907).

Ngày 6 tháng 7 năm 1553, Edward VI băng hà khi mới 15 tuổi. Edward không muốn trao ngai vàng cho Mary bởi vì e ngại Mary sẽ phục hồi Công giáo và đảo ngược mọi nỗ lực cải cách của ông, cũng như của phụ vương Henry VIII, người tìm mọi cách loại bỏ Mary khỏi danh sách kế vị. Các cố vấn cho biết không thể loại bỏ một mình Mary mà không làm như thế đối với Elizabeth, dù Elizabeth ủng hộ chương trình cải cách, Edward đồng ý tước bỏ quyền kế vị của cả hai người chị.
Ngược với tinh thần Đạo luật Kế vị thứ ba, theo đó Mary và Elizabeth đã được phục hồi quyền kế vị, Edward chọn con dâu của Dudley, Jane Grey, là người kế vị. Jane Grey là cháu ngoại của em gái Henry VIII, Mary Tudor, Vương hậu Pháp. Mẹ của Jane, Frances Brandon, là em họ và là con đỡ đầu của Mary. Trước khi Edward băng hà, Mary được gọi về Luân Đôn để gặp nhà vua, nhưng bà được báo cho biết đó là cái cớ để bắt giữ bà rồi đưa Jane lên ngôi. Mary rời Hunsdon để đến vùng Đông Anglia; ở đây bà sở hữu những lãnh địa rộng lớn, năm 1549 tại đây bùng nổ một cơn bạo loạn đã bị Dudley đập tan. Nhiều người ủng hộ Công giáo cùng những người đối kháng với Dudley đang sống trong vùng. Ngày 9 tháng 7, từ Kenninghall, Norfolk, Mary viết thư gửi Hội đồng Cơ mật yêu cầu tuyên bố bà là người kế vị Edward.
Ngày 10 tháng 7 năm 1553, Dudley và những người ủng hộ ông tuyên bố Jane là Nữ vương. Cũng trong ngày này, thư của Mary đến Luân Đôn. Ngày 12 tháng 7, tại Lâu đài Framlingham, Suffolk, Mary chiêu tập binh mã. Phe Dudley càng suy yếu thì phe Mary càng vững mạnh. Ngày 19 tháng 7, Jane bị truất ngôi. Jane và Dudley bị tống giam trong Tháp Luân Đôn. Ngày 3 tháng 8, Mary khải hoàn tiến vào Luân Đôn trong sự chào đón của dân chúng. Cùng đi với Mary có em gái cùng cha khác mẹ, Elizabeth.
Một trong những động thái đầu tiên của Mary trong cương vị Nữ vương là ra lệnh phóng thích những nhân vật Công giáo La Mã như Thomas Howard, Công tước thứ 3 xứ Norfolk, giám mục Stephen Gardiner và Edward Courtenay, Bá tước thứ 1 xứ Devon khỏi Tháp Luân Đôn. Mary biết cô gái trẻ Jane Grey chỉ là con tốt trong kế hoạch của Dudley, người bị xử tử vì tội phản quốc ngay sau vụ chính biến. Lady Jane Grey và chồng, Guildford Dudley, bị kết án, nhưng bị giam giữ tại Tháp Luân Đôn thay vì bị hành quyết, trong khi cha của Jane, Henry Grey, Công tước thứ 1 xứ Suffolk, được tha. Mary lâm vào tình huống khó xử bởi vì hầu hết thành viên Hội đồng Cơ mật đều có liên can đến kế hoạch lập Jane làm Nữ vương. Mary bổ nhiệm Gardiner vào Hội đồng, và cho ông nắm giữ cùng lúc hai chức vụ, Giám mục Winchester và Tể tướng, Gardiner đảm nhiệm hai chức vụ này cho đến khi qua đời vào tháng 11 năm 1555. Ngày 1 tháng 10 năm 1553, Gardiner chính thức trao vương miện cho Mary tại Tu viện Westminster.

## Trị vì

### Hôn nhân
Ở tuổi 37, Mary chú tâm đến việc lập gia đình và có con nối ngôi nhằm ngăn cản Lady Elizabeth, một tín hữu Kháng Cách lên ngôi (theo Đạo luật Kế vị 1554, và theo chúc thư của Henry VIII, Elizabeth vẫn là người kế vị). Dù Edward Courtenay và Reginald Pole được xem là những người có triển vọng, nhưng anh họ của Mary là Hoàng đế Karl V khuyên bà nên kết hôn với con trai duy nhất của ông, Vương tử Felipe. Felipe đã có một con trai từ cuộc hôn nhân trước; ông cũng là người thừa kế những lãnh thổ rộng lớn ở châu Âu và Tân Thế giới. Một bức chân dung của Felipe được gởi đến Mary trong tháng 9 năm 1553.

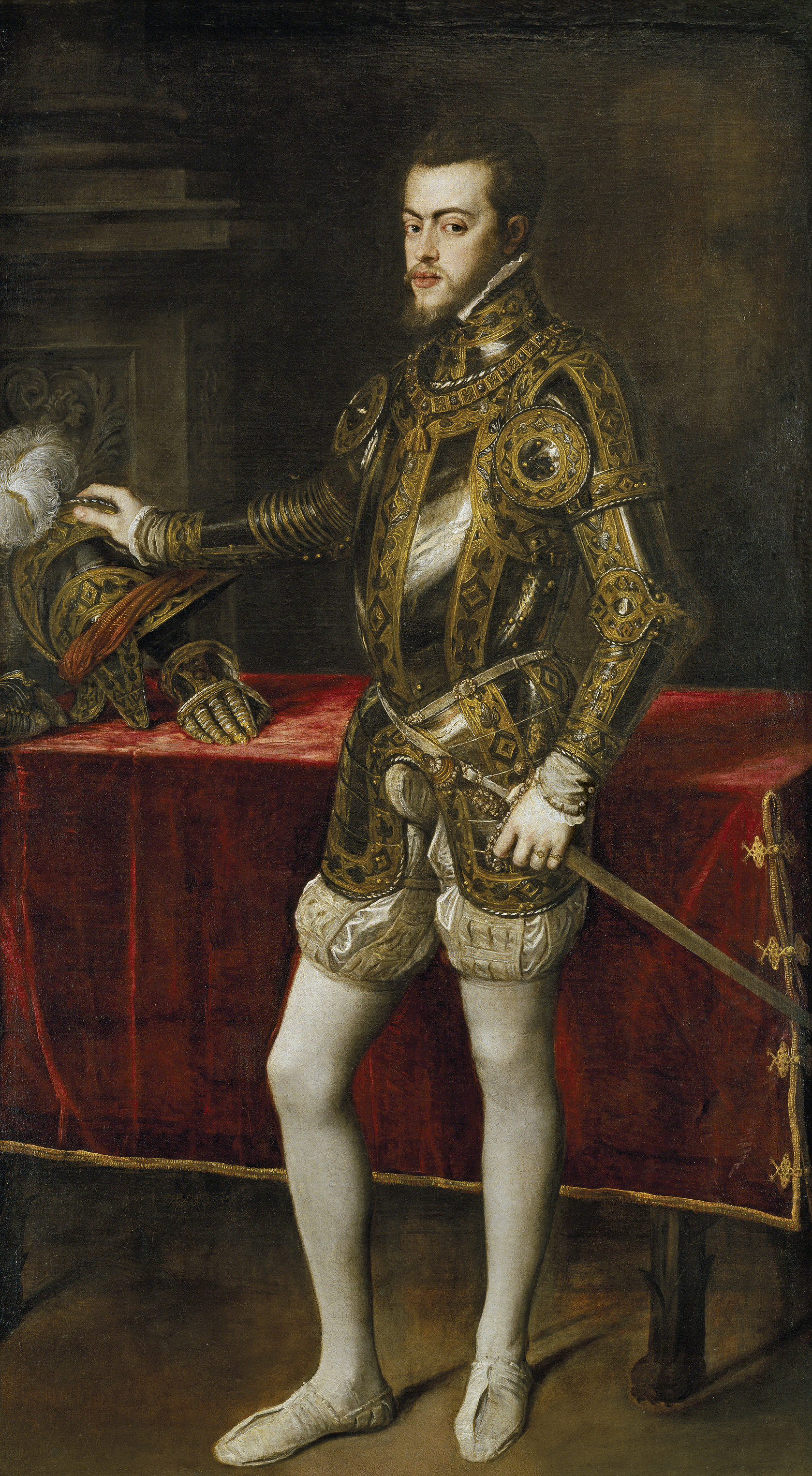
Felipe II của Tây Ban Nha, tranh Tiziano Vecelli (1551).

Quan Chưởng ấn Gardiner và Hạ Nghị viện nài xin Nữ vương kết hôn với một người Anh vì e rằng nước Anh sẽ bị phụ thuộc nhà Habsburg của Thánh chế La Mã. Cuộc hôn nhân này giữa Mary và Felipe rất mất lòng dân; Gardiner và đồng minh của ông đề kháng vì muốn bảo vệ quyền lợi quốc gia, còn người Kháng Cách thì e sợ Công giáo. Khi Mary tỏ ý kiên quyết kết hôn với Felipe liền bùng nổ các cuộc nổi dậy. Việc Thomas Wyatt Trẻ lãnh đạo một lực lượng nổi dậy từ Kent nhằm lật đổ Mary để tôn vương Elizabeth là một phần trong cuộc bạo loạn liên quan đến Công tước xứ Suffolk, cha của Jane. Mary công khai tuyên bố sẽ triệu tập Quốc hội để xem xét vấn đề hôn nhân, nếu Quốc hội quyết định rằng cuộc hôn nhân đi ngược với quyền lợi của vương quốc, bà sẽ đổi ý. Trên đường đến Luân Đôn, Wyatt bị bắt giữ. Wyatt, Công tước xứ Suffolk và con gái, Lady Jane, bị xử tử. Courtenay, có liên can đến vụ nổi dậy, bị tống giam, rồi đào thoát. Elizabeth, dù đã biện minh cho sự vô tội của mình, bị giam giữ tại Tháp Luân Đôn trong hai tháng rồi bị quản thúc trong Cung Woodstock.
Trong lịch sử nước Anh, nếu không kể những ngày trị vì ngắn ngủi của Jane Grey và Hoàng hậu Matilda, Mary là Nữ vương đầu tiên của đất nước. Hơn nữa theo tập quán "jure uxoris" ở Châu Âu qua quan hệ hôn nhân, người chồng được hưởng tài sản và danh hiệu của vợ (xem ví dụ Philipp Đẹp trai và Juana I của Castilla), người ta e rằng phu quân tương lai của Nữ vương sẽ trở thành Quốc vương nước Anh (King of England), cả trên danh nghĩa lẫn thực quyền. Bên cạnh đó, cả Mary và Felipe đều là hậu duệ của John xứ Gaunt, Công tước Lancaster, và mối quan hệ này được sử dụng để củng cố quyền hành Felipe trở thành Quốc vương của Anh. Theo các điều khoản của thỏa ước hôn nhân, Felipe sẽ là "Vua Anh", mọi văn kiện chính thức (kể cả các đạo luật của Quốc hội) đều ghi tên cả hai, Quốc hội cũng sẽ được triệu tập dưới thẩm quyền chung của hai người, suốt trong lúc Mary còn sống. Nước Anh không có nghĩa vụ cung ứng hỗ trợ quân sự cho phụ vương của Felipe trong bất cứ cuộc chiến nào, và mọi quyết định của Felipe phải có sự đồng thuận của vợ, ông cũng không được bổ nhiệm người nước ngoài vào các chức vụ trong nước Anh. Dù không hài lòng, nhưng Felipe sẵn sàng chấp nhận để có thể kết hôn với Mary. Đối với Mary, ông chẳng có chút xúc cảm nào, nhưng cưới vợ vì mưu cầu lợi ích chính trị và vì những mục tiêu chiến lược. Ruy Gómez de Silva, một tùy tùng của Felipe, khi ở Bỉ đã viết trong một bức thư, "chẳng có chút ham muốn thể xác nào trong cuộc hôn nhân này, tất cả chỉ nhằm giải quyết những bất ổn của vương quốc này và để bảo toàn lãnh thổ ở vùng hạ địa".
Để nâng tầm con trai mình ngang hàng với Mary, Hoàng đế Karl V nhượng quyền cai trị Napoli và Vương quốc Jerusalem cho Felipe. Do đó, Mary trở thành Vương hậu Napoli và Jerusalem. Ngày 25 tháng 7 năm 1554, hôn lễ tổ chức tại Đại giáo đường Winchester, hai ngày sau khi họ gặp nhau lần đầu. Bởi vì Felipe không biết tiếng Anh nên hai người nói chuyện với nhau bằng loại ngôn ngữ pha trộn giữa tiếng Tây Ban Nha, Pháp, và Latinh.
Tháng 9 năm 1554, Mary lên cân, và nôn ói vào buổi sáng. Toàn thể triều đình, kể cả các bác sĩ, đều tin Mary đang mang thai. Quốc hội thông qua luật bổ nhiệm Felipe là nhiếp chính trong trường hợp Mary chết khi sinh nở. Cuối tháng 4 năm 1555, Elizabeth được trả tự do để làm nhân chứng cho sự sinh nở của Mary, ai cũng tin là đang đến gần. Theo sứ thần Venezia, Giovanni Michieli, Felipe đã có kế hoạch cầu hôn với Elizabeth nếu Mary tử vong khi sinh. Dù vậy, trong một bức thư gởi em rể, Maximilian của Áo, Felipe không biết chắc vợ mình có mang thai hay không. Giáo phận Luân Đôn cử hành lễ tạ ơn vì tin đồn Nữ vương đã sinh con trai được loan truyền khắp Châu Âu. Từ giữa tháng 5 và tháng 6, người ta bắt đầu nghi ngờ việc mang thai của Nữ vương, đến tháng 7 thì mọi việc đã rõ ràng đó chỉ là tin đồn không chính xác, những triệu chứng được xem là "mang thai" này được đánh giá có lẽ do sự khao khát quá mức của Mary. Tháng 8, trong thất vọng ê chề, Felipe rời nước Anh dẫn quân đánh Pháp tại Flanders. Mary đau khổ đến nỗi trầm cảm. Michieli viết rằng Nữ vương "cực kỳ yêu chồng", và đau khổ khôn nguôi khi ông bỏ đi.
Elizabeth được ở lại triều đình. Biết Mary không thể có con, Felipe nài ép vợ gả Elizabeth cho em họ của ông, Công tước xứ Savoia, để nước Anh luôn có quân vương Công giáo, và để bảo toàn quyền lợi Vương tộc Habsburg ở Anh, nhưng Elizabeth từ chối, đồng thời Quốc hội cũng không muốn.

### Chính sách tôn giáo

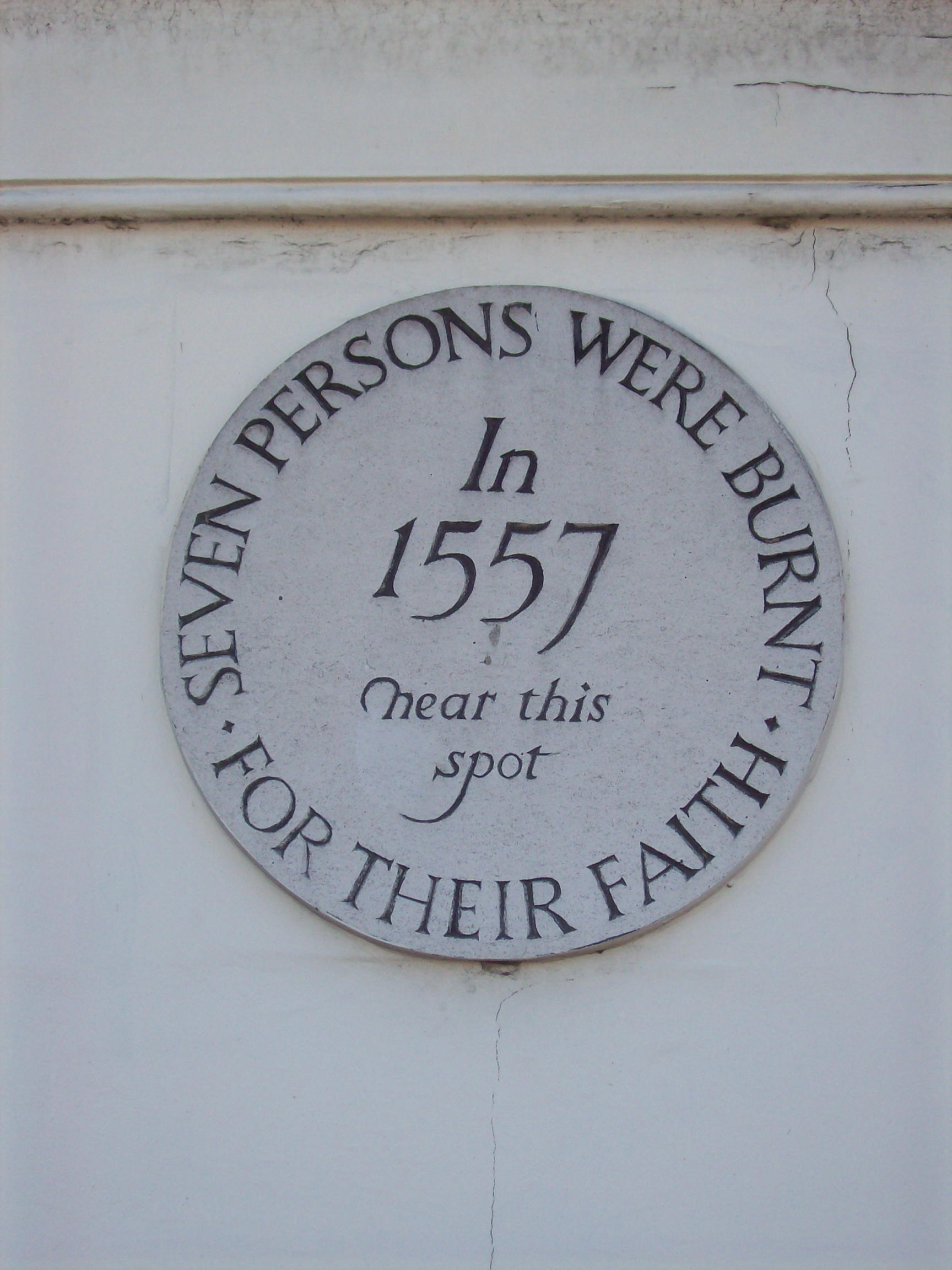
Tấm biển tại Maidstone, Kent, ghi: "Năm 1557, gần địa điểm này, bảy người bị hỏa thiêu vì đức tin của họ".

Sau khi đăng quang, Mary ra thông cáo sẽ không ép buộc thần dân phải theo tôn giáo của bà, nhưng đến cuối tháng 9, những giáo sĩ chủ trương cải cách như John Bradford, John Rogers, John Hooper, Hugh Latimer, và Thomas Cranmer đều bị tống giam. Quốc hội đầu tiên dưới triều Mary, họp vào đầu tháng 10 năm 1553, tuyên bố hôn nhân của song thân Nữ vương là hợp lệ, và hủy bỏ các luật lệ tôn giáo dưới triều Edward. Nền thần học của Giáo hội trở lại với thời kỳ trước cải cách, "Sáu Tín điều" năm 1539 được phục hồi với các điều khoản như tái xác nhận quy định độc thân cho giới tăng lữ. Những linh mục đã kết hôn bị trục xuất của giáo sở.
Mary luôn chống lại quyết định của Henry VIII tách khỏi Rô-ma và nỗ lực của Edward VI thiết lập giáo hội Kháng Cách. Cùng với chồng, Mary muốn nước Anh hòa giải với Rôma. Felipe thuyết phục Quốc hội hủy bỏ luật tôn giáo đã thông qua dưới triều Henry để đưa Giáo hội Anh trở lại thần phục Rô-ma. Mất vài tháng mới có được sự đồng thuận, và Mary cùng Giáo hoàng Julius III phải chấp nhận một số nhượng bộ: không thu hồi đất của các tu viện hiện đang ở trong tay những chủ đất mới là những người có nhiều ảnh hưởng. Đến cuối năm 1554, Giáo hoàng phê chuẩn thỏa thuận, và Đạo luật Dị giáo được phục hồi.
Khi Đạo luật Dị giáo được áp dụng, nhiều người Kháng Cách bị hành quyết trong thời kỳ bách hại dưới triều Mary. Nhiều người Kháng Cách giàu có, như John Foxe, chọn sống lưu vong, có khoảng 800 người rời bỏ nước Anh. Những cuộc hành quyết đầu tiên diễn ra trong năm ngày vào đầu tháng 2, 1555: John Rogers bị hành hình ngày 4 tháng 2, Laurence Saunders ngày 8 tháng 2, Rowland Taylor và John Hooper ngày 9 tháng 2. Tổng Giám mục Canterbury đang bị cầm tù, Thomas Cranmer, bị buộc phải chứng kiến hai Giám mục Nicholas Ridley và Hug Latimer bị thiêu sống. Đến ngày ông bị hỏa thiêu, Cranmer chịu cải đạo.
Theo quy trình thông thường của luật pháp, lẽ ra ông được xá tội vì đã hối cải. Song, Mary không chịu ân xá cho Cranmer. Khi lên giàn hỏa thiêu, trong một hành động gây nhiều xúc động, Cranmer rút lại lời chối bỏ đức tin Kháng Cách. Tổng cộng có 283 người bị hành hình, trong đó có 56 phụ nữ, hầu hết là bị hỏa thiêu. Các vụ hỏa thiêu đã gây nhiều bất bình đến nỗi Alfonso de Castro, một trong những tùy tùng của Felipe, cũng lên án chúng. Cố vấn của Felipe, Simon Renard, cảnh báo Felipe rằng "sự thực thi luật pháp cách tàn bạo" như thế có thể "gây ra một cuộc cách mạng". Mary vẫn kiên trì theo đuổi chính sách này cho đến khi băng hà, đã góp phần làm gia tăng tinh thần chống Công giáo và chống Tây Ban Nha trong dân chúng Anh, trong khi các nạn nhân của cuộc bách hại được tán tụng như là những người tuẫn đạo.
Tháng 11, 1554, Reginald Pole, người từng được kể tên trong số các ứng viên có thể trở thành phu quân của Mary, trở về như là sứ thần của Giáo hoàng. Pole được phong linh mục và bổ nhiệm làm Tổng Giám mục Canterbury ngay sau khi Cranmer bị hỏa thiêu trong tháng 3, 1556.

### Chính sách ngoại giao
Đẩy mạnh quyết sách chinh phục Ireland của Vương tộc Tudor, dưới triều Mary dân Anh được đưa đến định cư tại vùng Midlands nhằm giảm thiểu các cuộc tấn kích vào Pale (khu vực bao quanh Dublin đang dưới quyền kiểm soát của Anh). Hai quận Queen và King được thành lập, người ta bắt đầu khai hoang và lập đồn điền. Những thị trấn quan trọng trong vùng được đặt tên là Maryborough (nay là Portlaoise) và Philipstown (nay là Daingean).
Tháng 1 năm 1556, cha của Phillip thoái vị, Phillip trở thành Quốc vương Tây Ban Nha với Mary là Vương hậu. Họ vẫn sống xa nhau; khi Felipe được tuyên bố là vua ở Bruxelles, Mary vẫn ở Anh. Tháng 2, 1556, Felipe thương thuyết để có cuộc hưu chiến ngắn ngủi với Pháp. Tháng sau, đại sứ Pháp tại Anh, Antoine de Noailles, có liên can đến một âm mưu chống lại Mary khi Sir Henry Dudley, cháu họ của Công tước xứ Northumberland, mưu chiêu tập binh mã tại Pháp. Dudley bị phản bội, những người liên can đang ở Anh đều bị vây bắt. Dudley sống lưu vong tại Pháp, Noailles rời khỏi Anh.
Từ tháng 3 đến tháng 7 năm 1557, Felipe về Anh để thuyết phục Mary ủng hộ Tây Ban Nha trong cuộc chiến chống Pháp. Mary muốn tuyên chiến nhưng bị các cố vấn chống đối bởi vì sẽ tổn hại cho thương mại với Pháp. Vả lại, như thế là vi phạm thỏa ước hôn nhân; hơn nữa nền kinh tế èo uột thừa hưởng từ Edward đang bị tác động mạnh bởi thất mùa triền miên do thời tiết xấu đã khiến nước Anh thiếu hụt trầm trọng tài chính và nguồn tiếp liệu. Người Anh chỉ chịu tuyên chiến sau khi Thomas Stafford, cháu của Reginald Pole, đem quân đánh nước Anh với sự trợ giúp của Pháp nhằm phế truất Mary. Hệ quả của cuộc chiến là mối quan hệ giữa Anh và Giáo hoàng trở nên căng thẳng bởi vì Giáo hoàng Phaolô VI là đồng minh với Henri II của Pháp. Tháng 1 năm 1558, quân Pháp chiếm Calais, lãnh thổ còn sót lại trên lục địa Âu châu thuộc chủ quyền của Anh. Mặc dù Calais là một gánh nặng tài chính cho đất nước, mất Calais lại là một tổn thất về ý thức hệ khiến uy tín của Mary bị sút giảm.

### Thương mại và Tài chính
Nước Anh trong những năm trị vì của Mary luôn ẩm ướt do mưa triền miên cùng lũ lụt dẫn đến đói kém. Một khó khăn khác nữa là sự suy giảm trong buôn bán vải vóc với Antwerpen. Dù Nữ vương kết hôn với Felipe, nước Anh chẳng hưởng lợi gì từ nền thương mại khổng lồ có lợi tức lớn giữa Tây Ban Nha với Tân thế giới. Người Tây Ban Nha cẩn thận canh giữ lộ trình thương mại của họ, mà Mary không thể bỏ qua cho những thương vụ bất hợp pháp (thực chất là cướp biển) bởi vì bà là Vương hậu Tây Ban Nha.
Cố gia tăng mậu dịch và cứu vãn nền kinh tế, các cố vấn của Mary tiếp nối chính sách của Northumberland nhằm tìm kiếm những cơ hội thương mại mới. Mary cho thành lập Công ty Muscovy buôn bán với Nga, ra lệnh Diogo Homem lập bản đồ thế giới. Những nhà thám hiểm như John Lok và William Towerson giong buồm đi về hướng nam nhằm kết nối với bờ biển châu Phi.
Về tài chính, chính quyền của Mary chọn cách dung hòa giữa hình thái chính quyền hiện đại, với chi phí cao, và hệ thống thu thuế thời Trung cổ. Nữ vương duy trì chức Bộ trưởng Ngân khố từ thời Edward cho William Paulet, Hầu tước Winchester. Chính quyền cũng cho phát hành bộ mức thuế (1558) liệt kê các loại thuế cho mỗi mặt hàng nhập khẩu, được áp dụng cho đến năm 1604.

## Băng hà
Sau chuyến viếng thăm của Felipe trong năm 1557, Mary nghĩ rằng bà mang thai và sẽ sinh con vào tháng 3 năm 1558. Nữ vương viết di chúc rằng chồng bà sẽ là nhiếp chính nếu bà qua đời. Tuy nhiên, chẳng có đứa bé nào ra đời, và Mary buộc phải chấp nhận Elizabeth là người kế vị hợp pháp.
Từ tháng 5 năm 1558, Mary bị suy nhược và bệnh tật, rồi băng hà tại Cung Thánh James ở tuổi 42 do mắc bệnh cúm trong một cơn dịch đã cướp mạng sống của Reginald Pole sau đó cũng trong một ngày, 17 tháng 11, 1558. Bà chết trong đau đớn, có thể do u nang buồng trứng hoặc ung thư tử cung. Em gái cùng cha khác mẹ với Mary nối ngôi và trở thành Nữ vương Elizabeth. Phillip, lúc ấy đang ở Bruxelles, viết trong thư gửi em gái: "Anh cảm thấy hối tiếc về cái chết của cô ấy".
Theo di chúc, Mary muốn nằm cạnh mẹ, nhưng bà được an táng tại Tu viện Westminster trong một phần mộ sau này cũng an táng Elizabeth. Vua James I cho khắc dòng chữ tiếng Latinh trên mộ, Regno consortes et urna, hic obdormimus Elizabetha et Maria sorores, in spe resurrectionis (Chia sẻ với nhau vương quyền và mộ phần, chị em chúng tôi, Elizabeth và Mary, an nghỉ nơi đây trong niềm hi vọng được phục sinh).

## Di sản

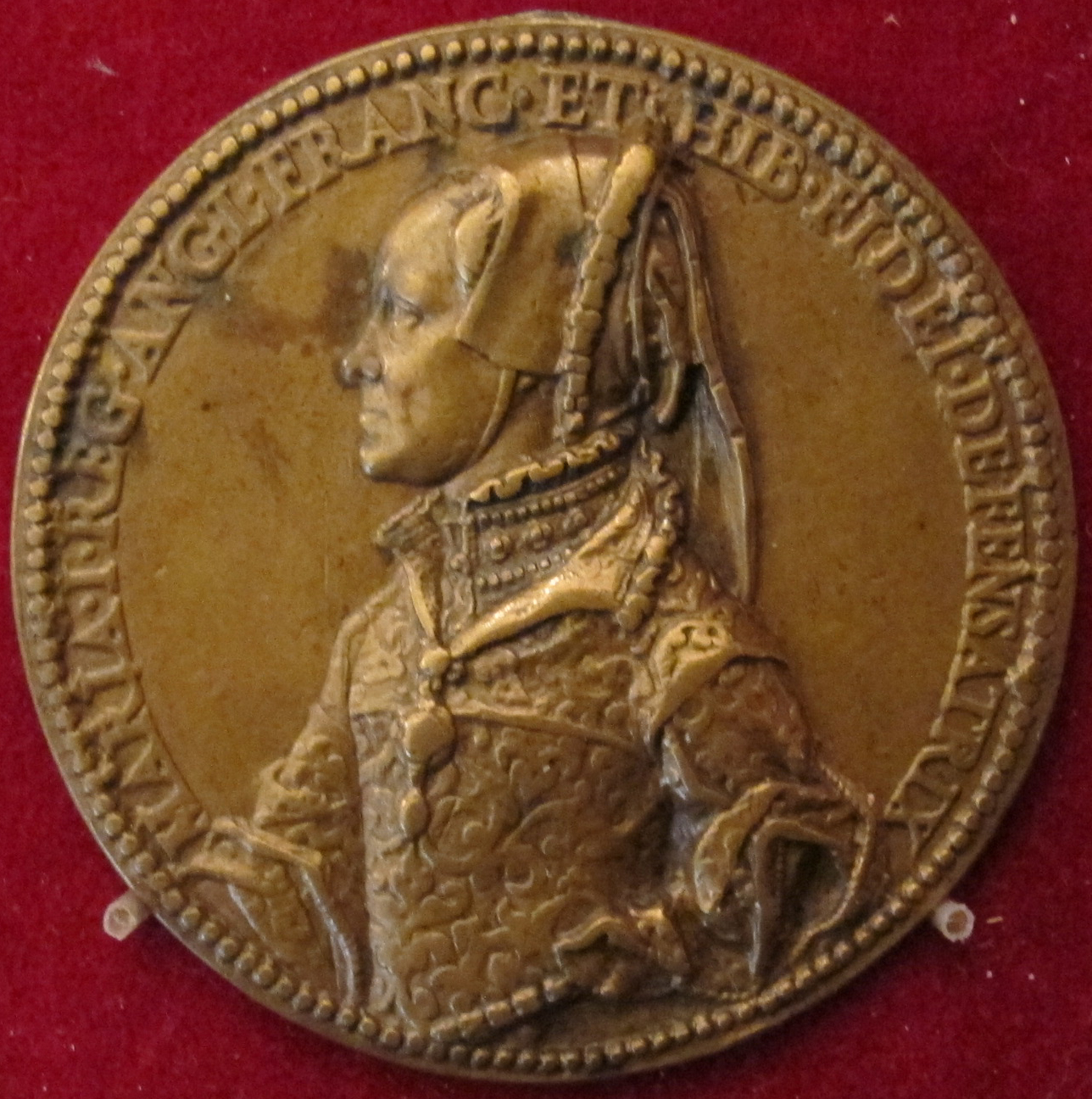
Hình Mary chạm nổi trên huy hiệu đồng (1554), của Jacopo da Trezzo.

Tại tang lễ, John White, Giám mục Winchester, tán tụng Mary rằng: "Bà là con gái của một Quân vương; là chị gái của một Quân vương; là vợ của một Quân vương. Bà là Vương hậu (Queen), cũng đồng tước vị với một Quân vương".
Mặc dù những tranh cãi về quyền kế vị, những thảo luận về tính hợp pháp của những người trước đó (Hoàng hậu Matilda và Jane Grey) và những chống đối quyết liệt, Nữ vương Mary I của Anh là người phụ nữ đầu tiên trị vì nước Anh một cách chính thức, giành được sự ủng hộ của dân chúng trong giai đoạn đầu, nhất là từ người dân theo Công giáo La Mã. Các sử gia Công giáo như John Lingard cho rằng các chính sách của Mary thất bại không phải vì sai lầm mà vì bà sống không đủ lâu để xác lập chúng, và cũng vì xảy ra thiên tai dồn dập vượt quá tầm kiểm soát của Nữ vương.
Tuy nhiên, cuộc hôn nhân với Felipe của Tây Ban Nha khiến Nữ vương mất lòng dân, lại thêm chính sách tôn giáo gây ra sự bất bình sâu đậm. Quân đội thất trận trên đất Pháp, thời tiết khắc nghiệt, mùa màng thất bát làm gia tăng sự bất mãn. Để vợ ở lại nước Anh, Felipe dành phần lớn thời gian ở nước ngoài khiến vợ ông trở nên trầm cảm và suy giảm cơ may có con. Sau khi Mary qua đời, Felipe muốn kết hôn với Elizabeth nhưng bà từ chối. Khoảng 30 năm sau, Felipe cử lực lượng hải quân hùng mạnh, Armada Tây Ban Nha, sang đánh nước Anh để phế truất Elizabeth, nhưng bị thất bại.

Vương gia huy của Mary I.

Đến thế kỷ 17, người ta gọi Nữ vương Mary bằng biệt danh Mary khát máu (Bloody Mary) do những cuộc bách hại người Kháng Cách. Trong cuốn The First Blast of the Trumpet Against the Monstrous Regimen of Women phát hành năm 1558, John Knox mạnh mẽ đả kích Mary. Bà cũng xuất hiện như là một nhân vật tiêu cực nổi bật trong quyển Actes and Monuments của John Foxe, xuất bản năm 1563, khoảng 6 năm sau khi bà mất. Trong các thế kỷ kế tiếp, nhiều tác phẩm phổ biến trong vòng người Kháng Cách giúp định hình khái niệm Mary là một bạo chúa khát máu, vì chỉ trong vòng 5 năm mà bà đã khiến cả trăm người Tin Lành bị thảm sát. Đến giữa thế kỷ 20, hình ảnh của Mary được xây dựng mạnh mẽ và có mục đích đem lại Công giáo trở về Anh, sau nỗ lực cải cách Tin Lành ngắn ngủi dưới triều em trai Edward. Học giả H. F. M. Prescott cố điều chỉnh truyền thống cho rằng Mary là con người cố chấp và độc đoán với những nhận định khách quan hơn.
Mặc dù thời trị vì của Mary rõ ràng là thiếu hiệu quả và mất lòng dân, các chính sách tài chính, sự phát triển hải quân, và công cuộc thám hiểm thuộc địa, được xem là những thành quả của triều Elizabeth, thực chất đã được khởi xướng dưới triều Mary.

## Danh hiệu
Khi đăng quang, Mary có cùng danh hiệu như Henry VIII và Edward VI: "Mary, bởi ân điển của Thiên Chúa, là Nữ vương nước Anh, Pháp, và Ireland, Người Bảo vệ Đức tin, và Lãnh đạo Tối cao trên đất của Giáo hội Anh". Là giáo dân Công giáo sùng đạo, danh hiệu Lãnh đạo Tối cao của Giáo hội Anh là điều không thể chấp nhận được đối với Mary, đến Giáng sinh năm 1553, bà hủy bỏ danh hiệu này.
Theo thỏa ước hôn nhân, danh hiệu chính thức không chỉ có tên Mary mà còn có tên Felipe, "Philip và Mary, bởi ân điển của Thiên Chúa, là Quốc vương và Nữ vương Anh, Pháp, Naples, Jerusalem, và Ireland, Những người Bảo vệ Đức tin, Thân vương Tây Ban Nha và Sicilies, Đại Công tước Áo, Công tước xứ Milan, Công tước xứ Burgundy, và Công tước xứ Brabant, Bá tước xứ Habsburg, Flanders và Tyrol". Được sử dụng từ năm 1554, khi Philip kế vị ngai vàng Tây Ban Nha năm 1556, danh hiệu này bị thay thế bằng: "Philip và Mary, bởi ân điển của Thiên Chúa, là Quốc vương và Nữ vương Anh, Tây Ban Nha, Pháp, Sicilies, Jerusalem và Ireland, Những người Bảo vệ Đức tin, Đại Công tước Áo, Công tước xứ Burgundy, Milan và Brabant, Bá tước xứ Habsburg, Flanders và Tyrol".

## Phả hệ
| \| \| \| \| \| \| \| \| \| \| \| \| \| \| \| \| \| \| \| \| \| \| \| 32. Maredudd ap Tudur \| \| \| \| \| \| \| \| \| \| \| \| \| \| \| \| \| \| \| \| \| \| \| \| \| \| \| \| \| \| \| \| \| \| \| \| \| \| \| \| \| \| \| \| \| \| \| \| \| \| \| \| \| \| \| \| \| \| \| \| \| \| \| 16. Owen Tudor[149] \| \| \| \| \| \| \| \| \| \| \| \| \| \| \| \| \| \| \| \| \| \| \| \| \| \| \| \| \| \| \| \| \| \| \| \| \| \| \| \| \| \| \| \| \| \| \| \| \| \| \| \| \| \| \| \| \| \| \| \| \| \| \| 33. Margaret ferch Dafydd \| \| \| \| \| \| \| \| \| \| \| \| \| \| \| \| \| \| \| \| \| \| \| \| \| \| \| \| \| \| \| \| \| \| \| \| \| \| \| \| \| \| \| \| \| \| \| \| \| \| \| \| \| \| \| \| \| \| \| \| \| \| \| 8. Edmund Tudor, Bá tước xứ Richmond thứ nhất \| \| \| \| \| \| \| \| \| \| \| \| \| \| \| \| \| \| \| \| \| \| \| \| \| \| \| \| \| \| \| \| \| \| \| \| \| \| \| \| \| \| \| \| \| \| \| \| \| \| \| \| \| \| \| \| \| \| \| \| \| \| \| 34. Charles VI của Pháp \| \| \| \| \| \| \| \| \| \| \| \| \| \| \| \| \| \| \| \| \| \| \| \| \| \| \| \| \| \| \| \| \| \| \| \| \| \| \| \| \| \| \| \| \| \| \| \| \| \| \| \| \| \| \| \| \| \| \| \| \| \| \| 17. Catherine của Pháp[149] \| \| \| \| \| \| \| \| \| \| \| \| \| \| \| \| \| \| \| \| \| \| \| \| \| \| \| \| \| \| \| \| \| \| \| \| \| \| \| \| \| \| \| \| \| \| \| \| \| \| \| \| \| \| \| \| \| \| \| \| \| \| \| 35. Isabeau xứ Bavaria \| \| \| \| \| \| \| \| \| \| \| \| \| \| \| \| \| \| \| \| \| \| \| \| \| \| \| \| \| \| \| \| \| \| \| \| \| \| \| \| \| \| \| \| \| \| \| \| \| \| \| \| \| \| \| \| \| \| \| \| \| \| \| 4. Henry VII của Anh \| \| \| \| \| \| \| \| \| \| \| \| \| \| \| \| \| \| \| \| \| \| \| \| \| \| \| \| \| \| \| \| \| \| \| \| \| \| \| \| \| \| \| \| \| \| \| \| \| \| \| \| \| \| \| \| \| \| \| \| \| \| \| 36. John Beaufort \| \| \| \| \| \| \| \| \| \| \| \| \| \| \| \| \| \| \| \| \| \| \| \| \| \| \| \| \| \| \| \| \| \| \| \| \| \| \| \| \| \| \| \| \| \| \| \| \| \| \| \| \| \| \| \| \| \| \| \| \| \| \| 18. John Beaufort, Công tước xứ Somerset thứ nhất[149] \| \| \| \| \| \| \| \| \| \| \| \| \| \| \| \| \| \| \| \| \| \| \| \| \| \| \| \| \| \| \| \| \| \| \| \| \| \| \| \| \| \| \| \| \| \| \| \| \| \| \| \| \| \| \| \| \| \| \| \| \| \| \| 37. Margaret Holland \| \| \| \| \| \| \| \| \| \| \| \| \| \| \| \| \| \| \| \| \| \| \| \| \| \| \| \| \| \| \| \| \| \| \| \| \| \| \| \| \| \| \| \| \| \| \| \| \| \| \| \| \| \| \| \| \| \| \| \| \| \| \| 9. Margaret Beaufort \| \| \| \| \| \| \| \| \| \| \| \| \| \| \| \| \| \| \| \| \| \| \| \| \| \| \| \| \| \| \| \| \| \| \| \| \| \| \| \| \| \| \| \| \| \| \| \| \| \| \| \| \| \| \| \| \| \| \| \| \| \| \| 38. John Beauchamp \| \| \| \| \| \| \| \| \| \| \| \| \| \| \| \| \| \| \| \| \| \| \| \| \| \| \| \| \| \| \| \| \| \| \| \| \| \| \| \| \| \| \| \| \| \| \| \| \| \| \| \| \| \| \| \| \| \| \| \| \| \| \| 19. Margaret Beauchamp xứ Bletso[149] \| \| \| \| \| \| \| \| \| \| \| \| \| \| \| \| \| \| \| \| \| \| \| \| \| \| \| \| \| \| \| \| \| \| \| \| \| \| \| \| \| \| \| \| \| \| \| \| \| \| \| \| \| \| \| \| \| \| \| \| \| \| \| 39. Edith Stourton \| \| \| \| \| \| \| \| \| \| \| \| \| \| \| \| \| \| \| \| \| \| \| \| \| \| \| \| \| \| \| \| \| \| \| \| \| \| \| \| \| \| \| \| \| \| \| \| \| \| \| \| \| \| \| \| \| \| \| \| \| \| \| 2. Henry VIII của Anh \| \| \| \| \| \| \| \| \| \| \| \| \| \| \| \| \| \| \| \| \| \| \| \| \| \| \| \| \| \| \| \| \| \| \| \| \| \| \| \| \| \| \| \| \| \| \| \| \| \| \| \| \| \| \| \| \| \| \| \| \| \| \| 40. Richard xứ Conisburgh, Bá tước thứ 3 xứ Cambridge \| \| \| \| \| \| \| \| \| \| \| \| \| \| \| \| \| \| \| \| \| \| \| \| \| \| \| \| \| \| \| \| \| \| \| \| \| \| \| \| \| \| \| \| \| \| \| \| \| \| \| \| \| \| \| \| \| \| \| \| \| \| \| 20. Richard Plantagenet, Công tước thứ 3 xứ York[150] \| \| \| \| \| \| \| \| \| \| \| \| \| \| \| \| \| \| \| \| \| \| \| \| \| \| \| \| \| \| \| \| \| \| \| \| \| \| \| \| \| \| \| \| \| \| \| \| \| \| \| \| \| \| \| \| \| \| \| \| \| \| \| 41. Anne de Mortimer \| \| \| \| \| \| \| \| \| \| \| \| \| \| \| \| \| \| \| \| \| \| \| \| \| \| \| \| \| \| \| \| \| \| \| \| \| \| \| \| \| \| \| \| \| \| \| \| \| \| \| \| \| \| \| \| \| \| \| \| \| \| \| 10. Edward IV của Anh \| \| \| \| \| \| \| \| \| \| \| \| \| \| \| \| \| \| \| \| \| \| \| \| \| \| \| \| \| \| \| \| \| \| \| \| \| \| \| \| \| \| \| \| \| \| \| \| \| \| \| \| \| \| \| \| \| \| \| \| \| \| \| 42. Ralph Neville \| \| \| \| \| \| \| \| \| \| \| \| \| \| \| \| \| \| \| \| \| \| \| \| \| \| \| \| \| \| \| \| \| \| \| \| \| \| \| \| \| \| \| \| \| \| \| \| \| \| \| \| \| \| \| \| \| \| \| \| \| \| \| 21. Cecily Neville[151] \| \| \| \| \| \| \| \| \| \| \| \| \| \| \| \| \| \| \| \| \| \| \| \| \| \| \| \| \| \| \| \| \| \| \| \| \| \| \| \| \| \| \| \| \| \| \| \| \| \| \| \| \| \| \| \| \| \| \| \| \| \| \| 43. Jeanne Beaufort \| \| \| \| \| \| \| \| \| \| \| \| \| \| \| \| \| \| \| \| \| \| \| \| \| \| \| \| \| \| \| \| \| \| \| \| \| \| \| \| \| \| \| \| \| \| \| \| \| \| \| \| \| \| \| \| \| \| \| \| \| \| \| 5. Elizabeth xứ York \| \| \| \| \| \| \| \| \| \| \| \| \| \| \| \| \| \| \| \| \| \| \| \| \| \| \| \| \| \| \| \| \| \| \| \| \| \| \| \| \| \| \| \| \| \| \| \| \| \| \| \| \| \| \| \| \| \| \| \| \| \| \| 44. Richard Wydeville \| \| \| \| \| \| \| \| \| \| \| \| \| \| \| \| \| \| \| \| \| \| \| \| \| \| \| \| \| \| \| \| \| \| \| \| \| \| \| \| \| \| \| \| \| \| \| \| \| \| \| \| \| \| \| \| \| \| \| \| \| \| \| 22. Richard Woodville, Bá tước Rivers thứ nhất[152] \| \| \| \| \| \| \| \| \| \| \| \| \| \| \| \| \| \| \| \| \| \| \| \| \| \| \| \| \| \| \| \| \| \| \| \| \| \| \| \| \| \| \| \| \| \| \| \| \| \| \| \| \| \| \| \| \| \| \| \| \| \| \| 45. Joan Bittelsgate \| \| \| \| \| \| \| \| \| \| \| \| \| \| \| \| \| \| \| \| \| \| \| \| \| \| \| \| \| \| \| \| \| \| \| \| \| \| \| \| \| \| \| \| \| \| \| \| \| \| \| \| \| \| \| \| \| \| \| \| \| \| \| 11. Elizabeth Woodville \| \| \| \| \| \| \| \| \| \| \| \| \| \| \| \| \| \| \| \| \| \| \| \| \| \| \| \| \| \| \| \| \| \| \| \| \| \| \| \| \| \| \| \| \| \| \| \| \| \| \| \| \| \| \| \| \| \| \| \| \| \| \| 46. Pierre I xứ Saint-Pol \| \| \| \| \| \| \| \| \| \| \| \| \| \| \| \| \| \| \| \| \| \| \| \| \| \| \| \| \| \| \| \| \| \| \| \| \| \| \| \| \| \| \| \| \| \| \| \| \| \| \| \| \| \| \| \| \| \| \| \| \| \| \| 23. Jacquetta xứ Luxembourg[152] \| \| \| \| \| \| \| \| \| \| \| \| \| \| \| \| \| \| \| \| \| \| \| \| \| \| \| \| \| \| \| \| \| \| \| \| \| \| \| \| \| \| \| \| \| \| \| \| \| \| \| \| \| \| \| \| \| \| \| \| \| \| \| 47. Marguerite xứ Baux \| \| \| \| \| \| \| \| \| \| \| \| \| \| \| \| \| \| \| \| \| \| \| \| \| \| \| \| \| \| \| \| \| \| \| \| \| \| \| \| \| \| \| \| \| \| \| \| \| \| \| \| \| \| \| \| \| \| \| \| \| \| \| 1. Mary I của Anh \| \| \| \| \| \| \| \| \| \| \| \| \| \| \| \| \| \| \| \| \| \| \| \| \| \| \| \| \| \| \| \| \| \| \| \| \| \| \| \| \| \| \| \| \| \| \| \| \| \| \| \| \| \| \| \| \| \| \| \| \| \| \| 48. Juan I của Castilla (=56) \| \| \| \| \| \| \| \| \| \| \| \| \| \| \| \| \| \| \| \| \| \| \| \| \| \| \| \| \| \| \| \| \| \| \| \| \| \| \| \| \| \| \| \| \| \| \| \| \| \| \| \| \| \| \| \| \| \| \| \| \| \| \| 24. Ferrando I của Aragón[153] \| \| \| \| \| \| \| \| \| \| \| \| \| \| \| \| \| \| \| \| \| \| \| \| \| \| \| \| \| \| \| \| \| \| \| \| \| \| \| \| \| \| \| \| \| \| \| \| \| \| \| \| \| \| \| \| \| \| \| \| \| \| \| 49. Leonor của Aragón (=57) \| \| \| \| \| \| \| \| \| \| \| \| \| \| \| \| \| \| \| \| \| \| \| \| \| \| \| \| \| \| \| \| \| \| \| \| \| \| \| \| \| \| \| \| \| \| \| \| \| \| \| \| \| \| \| \| \| \| \| \| \| \| \| 12. Chuan II của Aragón \| \| \| \| \| \| \| \| \| \| \| \| \| \| \| \| \| \| \| \| \| \| \| \| \| \| \| \| \| \| \| \| \| \| \| \| \| \| \| \| \| \| \| \| \| \| \| \| \| \| \| \| \| \| \| \| \| \| \| \| \| \| \| 50. Sancho của Castilla \| \| \| \| \| \| \| \| \| \| \| \| \| \| \| \| \| \| \| \| \| \| \| \| \| \| \| \| \| \| \| \| \| \| \| \| \| \| \| \| \| \| \| \| \| \| \| \| \| \| \| \| \| \| \| \| \| \| \| \| \| \| \| 25. Leonor xứ Alburquerque[153] \| \| \| \| \| \| \| \| \| \| \| \| \| \| \| \| \| \| \| \| \| \| \| \| \| \| \| \| \| \| \| \| \| \| \| \| \| \| \| \| \| \| \| \| \| \| \| \| \| \| \| \| \| \| \| \| \| \| \| \| \| \| \| 51. Beatriz của Bồ Đào Nha \| \| \| \| \| \| \| \| \| \| \| \| \| \| \| \| \| \| \| \| \| \| \| \| \| \| \| \| \| \| \| \| \| \| \| \| \| \| \| \| \| \| \| \| \| \| \| \| \| \| \| \| \| \| \| \| \| \| \| \| \| \| \| 6. Ferrando II của Aragón \| \| \| \| \| \| \| \| \| \| \| \| \| \| \| \| \| \| \| \| \| \| \| \| \| \| \| \| \| \| \| \| \| \| \| \| \| \| \| \| \| \| \| \| \| \| \| \| \| \| \| \| \| \| \| \| \| \| \| \| \| \| \| 52. Alfonso Enríquez \| \| \| \| \| \| \| \| \| \| \| \| \| \| \| \| \| \| \| \| \| \| \| \| \| \| \| \| \| \| \| \| \| \| \| \| \| \| \| \| \| \| \| \| \| \| \| \| \| \| \| \| \| \| \| \| \| \| \| \| \| \| \| 26. Frederick Enríquez, Bá tước xứ Melgar[153] \| \| \| \| \| \| \| \| \| \| \| \| \| \| \| \| \| \| \| \| \| \| \| \| \| \| \| \| \| \| \| \| \| \| \| \| \| \| \| \| \| \| \| \| \| \| \| \| \| \| \| \| \| \| \| \| \| \| \| \| \| \| \| 53. Juana xứ Mendoza \| \| \| \| \| \| \| \| \| \| \| \| \| \| \| \| \| \| \| \| \| \| \| \| \| \| \| \| \| \| \| \| \| \| \| \| \| \| \| \| \| \| \| \| \| \| \| \| \| \| \| \| \| \| \| \| \| \| \| \| \| \| \| 13. Juana Enríquez \| \| \| \| \| \| \| \| \| \| \| \| \| \| \| \| \| \| \| \| \| \| \| \| \| \| \| \| \| \| \| \| \| \| \| \| \| \| \| \| \| \| \| \| \| \| \| \| \| \| \| \| \| \| \| \| \| \| \| \| \| \| \| 54. Diego Fernández xứ Córdoba \| \| \| \| \| \| \| \| \| \| \| \| \| \| \| \| \| \| \| \| \| \| \| \| \| \| \| \| \| \| \| \| \| \| \| \| \| \| \| \| \| \| \| \| \| \| \| \| \| \| \| \| \| \| \| \| \| \| \| \| \| \| \| 27. Marina de Córdoba[153] \| \| \| \| \| \| \| \| \| \| \| \| \| \| \| \| \| \| \| \| \| \| \| \| \| \| \| \| \| \| \| \| \| \| \| \| \| \| \| \| \| \| \| \| \| \| \| \| \| \| \| \| \| \| \| \| \| \| \| \| \| \| \| 55. Inés xứ Ayala \| \| \| \| \| \| \| \| \| \| \| \| \| \| \| \| \| \| \| \| \| \| \| \| \| \| \| \| \| \| \| \| \| \| \| \| \| \| \| \| \| \| \| \| \| \| \| \| \| \| \| \| \| \| \| \| \| \| \| \| \| \| \| 3. Catalina của Castilla \| \| \| \| \| \| \| \| \| \| \| \| \| \| \| \| \| \| \| \| \| \| \| \| \| \| \| \| \| \| \| \| \| \| \| \| \| \| \| \| \| \| \| \| \| \| \| \| \| \| \| \| \| \| \| \| \| \| \| \| \| \| \| 56. Juan I của Castilla (=48) \| \| \| \| \| \| \| \| \| \| \| \| \| \| \| \| \| \| \| \| \| \| \| \| \| \| \| \| \| \| \| \| \| \| \| \| \| \| \| \| \| \| \| \| \| \| \| \| \| \| \| \| \| \| \| \| \| \| \| \| \| \| \| 28. Enrique III của Castilla[154] \| \| \| \| \| \| \| \| \| \| \| \| \| \| \| \| \| \| \| \| \| \| \| \| \| \| \| \| \| \| \| \| \| \| \| \| \| \| \| \| \| \| \| \| \| \| \| \| \| \| \| \| \| \| \| \| \| \| \| \| \| \| \| 57. Alionor của Aragón (=49) \| \| \| \| \| \| \| \| \| \| \| \| \| \| \| \| \| \| \| \| \| \| \| \| \| \| \| \| \| \| \| \| \| \| \| \| \| \| \| \| \| \| \| \| \| \| \| \| \| \| \| \| \| \| \| \| \| \| \| \| \| \| \| 14. Juan II của Castilla \| \| \| \| \| \| \| \| \| \| \| \| \| \| \| \| \| \| \| \| \| \| \| \| \| \| \| \| \| \| \| \| \| \| \| \| \| \| \| \| \| \| \| \| \| \| \| \| \| \| \| \| \| \| \| \| \| \| \| \| \| \| \| 58. John xứ Gaunt \| \| \| \| \| \| \| \| \| \| \| \| \| \| \| \| \| \| \| \| \| \| \| \| \| \| \| \| \| \| \| \| \| \| \| \| \| \| \| \| \| \| \| \| \| \| \| \| \| \| \| \| \| \| \| \| \| \| \| \| \| \| \| 29. Catherine xứ Lancaster[154] \| \| \| \| \| \| \| \| \| \| \| \| \| \| \| \| \| \| \| \| \| \| \| \| \| \| \| \| \| \| \| \| \| \| \| \| \| \| \| \| \| \| \| \| \| \| \| \| \| \| \| \| \| \| \| \| \| \| \| \| \| \| \| 59. Constanza của Castilla \| \| \| \| \| \| \| \| \| \| \| \| \| \| \| \| \| \| \| \| \| \| \| \| \| \| \| \| \| \| \| \| \| \| \| \| \| \| \| \| \| \| \| \| \| \| \| \| \| \| \| \| \| \| \| \| \| \| \| \| \| \| \| 7. Isabel I của Castilla \| \| \| \| \| \| \| \| \| \| \| \| \| \| \| \| \| \| \| \| \| \| \| \| \| \| \| \| \| \| \| \| \| \| \| \| \| \| \| \| \| \| \| \| \| \| \| \| \| \| \| \| \| \| \| \| \| \| \| \| \| \| \| 60. João I của Bồ Đào Nha \| \| \| \| \| \| \| \| \| \| \| \| \| \| \| \| \| \| \| \| \| \| \| \| \| \| \| \| \| \| \| \| \| \| \| \| \| \| \| \| \| \| \| \| \| \| \| \| \| \| \| \| \| \| \| \| \| \| \| \| \| \| \| 30. John, Công tước xứ Beja[154] \| \| \| \| \| \| \| \| \| \| \| \| \| \| \| \| \| \| \| \| \| \| \| \| \| \| \| \| \| \| \| \| \| \| \| \| \| \| \| \| \| \| \| \| \| \| \| \| \| \| \| \| \| \| \| \| \| \| \| \| \| \| \| 61. Philippa xứ Lancaster \| \| \| \| \| \| \| \| \| \| \| \| \| \| \| \| \| \| \| \| \| \| \| \| \| \| \| \| \| \| \| \| \| \| \| \| \| \| \| \| \| \| \| \| \| \| \| \| \| \| \| \| \| \| \| \| \| \| \| \| \| \| \| 15. Isabel của Bồ Đào Nha \| \| \| \| \| \| \| \| \| \| \| \| \| \| \| \| \| \| \| \| \| \| \| \| \| \| \| \| \| \| \| \| \| \| \| \| \| \| \| \| \| \| \| \| \| \| \| \| \| \| \| \| \| \| \| \| \| \| \| \| \| \| \| 62. Afonso I xứ Bragança \| \| \| \| \| \| \| \| \| \| \| \| \| \| \| \| \| \| \| \| \| \| \| \| \| \| \| \| \| \| \| \| \| \| \| \| \| \| \| \| \| \| \| \| \| \| \| \| \| \| \| \| \| \| \| \| \| \| \| \| \| \| \| 31. Isabel xứ Braganca[154] \| \| \| \| \| \| \| \| \| \| \| \| \| \| \| \| \| \| \| \| \| \| \| \| \| \| \| \| \| \| \| \| \| \| \| \| \| \| \| \| \| \| \| \| \| \| \| \| \| \| \| \| \| \| \| \| \| \| \| \| \| \| \| 63. Beatriz Pereira xứ Alvim \| \| \| \| \| \| \| \| \| \| \| \| \| \| \| \| \| \| \| \| \| \| \| \| \| \| \| \| \| \| \| \| \| \| \| \| \| \| \| \| \| \| \| \| \| \| \| \| \| \| \| \| \| \| \| \| \| \| \| \| \| |                                                       |  |  |  |  |  |  |  |  |  |  |  |  |  |  |  |  |  |  |
| |                                                       |  |  |  |  |  |  |  |  |  |  |  |  |  |  |  |  |  |  |
| | 32. Maredudd ap Tudur                                 |  |  |  |  |  |  |  |  |  |  |  |  |  |  |  |  |  |  |
| |                                                       |  |  |  |  |  |  |  |  |  |  |  |  |  |  |  |  |  |  |
| |                                                       |  |  |  |  |  |  |  |  |  |  |  |  |  |  |  |  |  |  |
| | 16. Owen Tudor                                        |  |  |  |  |  |  |  |  |  |  |  |  |  |  |  |  |  |  |
| |                                                       |  |  |  |  |  |  |  |  |  |  |  |  |  |  |  |  |  |  |
| |                                                       |  |  |  |  |  |  |  |  |  |  |  |  |  |  |  |  |  |  |
| | 33. Margaret ferch Dafydd                             |  |  |  |  |  |  |  |  |  |  |  |  |  |  |  |  |  |  |
| |                                                       |  |  |  |  |  |  |  |  |  |  |  |  |  |  |  |  |  |  |
| |                                                       |  |  |  |  |  |  |  |  |  |  |  |  |  |  |  |  |  |  |
| | 8. Edmund Tudor, Bá tước xứ Richmond thứ nhất         |  |  |  |  |  |  |  |  |  |  |  |  |  |  |  |  |  |  |
| |                                                       |  |  |  |  |  |  |  |  |  |  |  |  |  |  |  |  |  |  |
| |                                                       |  |  |  |  |  |  |  |  |  |  |  |  |  |  |  |  |  |  |
| | 34. Charles VI của Pháp                               |  |  |  |  |  |  |  |  |  |  |  |  |  |  |  |  |  |  |
| |                                                       |  |  |  |  |  |  |  |  |  |  |  |  |  |  |  |  |  |  |
| |                                                       |  |  |  |  |  |  |  |  |  |  |  |  |  |  |  |  |  |  |
| | 17. Catherine của Pháp                                |  |  |  |  |  |  |  |  |  |  |  |  |  |  |  |  |  |  |
| |                                                       |  |  |  |  |  |  |  |  |  |  |  |  |  |  |  |  |  |  |
| |                                                       |  |  |  |  |  |  |  |  |  |  |  |  |  |  |  |  |  |  |
| | 35. Isabeau xứ Bavaria                                |  |  |  |  |  |  |  |  |  |  |  |  |  |  |  |  |  |  |
| |                                                       |  |  |  |  |  |  |  |  |  |  |  |  |  |  |  |  |  |  |
| |                                                       |  |  |  |  |  |  |  |  |  |  |  |  |  |  |  |  |  |  |
| | 4. Henry VII của Anh                                  |  |  |  |  |  |  |  |  |  |  |  |  |  |  |  |  |  |  |
| |                                                       |  |  |  |  |  |  |  |  |  |  |  |  |  |  |  |  |  |  |
| |                                                       |  |  |  |  |  |  |  |  |  |  |  |  |  |  |  |  |  |  |
| | 36. John Beaufort                                     |  |  |  |  |  |  |  |  |  |  |  |  |  |  |  |  |  |  |
| |                                                       |  |  |  |  |  |  |  |  |  |  |  |  |  |  |  |  |  |  |
| |                                                       |  |  |  |  |  |  |  |  |  |  |  |  |  |  |  |  |  |  |
| | 18. John Beaufort, Công tước xứ Somerset thứ nhất     |  |  |  |  |  |  |  |  |  |  |  |  |  |  |  |  |  |  |
| |                                                       |  |  |  |  |  |  |  |  |  |  |  |  |  |  |  |  |  |  |
| |                                                       |  |  |  |  |  |  |  |  |  |  |  |  |  |  |  |  |  |  |
| | 37. Margaret Holland                                  |  |  |  |  |  |  |  |  |  |  |  |  |  |  |  |  |  |  |
| |                                                       |  |  |  |  |  |  |  |  |  |  |  |  |  |  |  |  |  |  |
| |                                                       |  |  |  |  |  |  |  |  |  |  |  |  |  |  |  |  |  |  |
| | 9. Margaret Beaufort                                  |  |  |  |  |  |  |  |  |  |  |  |  |  |  |  |  |  |  |
| |                                                       |  |  |  |  |  |  |  |  |  |  |  |  |  |  |  |  |  |  |
| |                                                       |  |  |  |  |  |  |  |  |  |  |  |  |  |  |  |  |  |  |
| | 38. John Beauchamp                                    |  |  |  |  |  |  |  |  |  |  |  |  |  |  |  |  |  |  |
| |                                                       |  |  |  |  |  |  |  |  |  |  |  |  |  |  |  |  |  |  |
| |                                                       |  |  |  |  |  |  |  |  |  |  |  |  |  |  |  |  |  |  |
| | 19. Margaret Beauchamp xứ Bletso                      |  |  |  |  |  |  |  |  |  |  |  |  |  |  |  |  |  |  |
| |                                                       |  |  |  |  |  |  |  |  |  |  |  |  |  |  |  |  |  |  |
| |                                                       |  |  |  |  |  |  |  |  |  |  |  |  |  |  |  |  |  |  |
| | 39. Edith Stourton                                    |  |  |  |  |  |  |  |  |  |  |  |  |  |  |  |  |  |  |
| |                                                       |  |  |  |  |  |  |  |  |  |  |  |  |  |  |  |  |  |  |
| |                                                       |  |  |  |  |  |  |  |  |  |  |  |  |  |  |  |  |  |  |
| | 2. Henry VIII của Anh                                 |  |  |  |  |  |  |  |  |  |  |  |  |  |  |  |  |  |  |
| |                                                       |  |  |  |  |  |  |  |  |  |  |  |  |  |  |  |  |  |  |
| |                                                       |  |  |  |  |  |  |  |  |  |  |  |  |  |  |  |  |  |  |
| | 40. Richard xứ Conisburgh, Bá tước thứ 3 xứ Cambridge |  |  |  |  |  |  |  |  |  |  |  |  |  |  |  |  |  |  |
| |                                                       |  |  |  |  |  |  |  |  |  |  |  |  |  |  |  |  |  |  |
| |                                                       |  |  |  |  |  |  |  |  |  |  |  |  |  |  |  |  |  |  |
| | 20. Richard Plantagenet, Công tước thứ 3 xứ York      |  |  |  |  |  |  |  |  |  |  |  |  |  |  |  |  |  |  |
| |                                                       |  |  |  |  |  |  |  |  |  |  |  |  |  |  |  |  |  |  |
| |                                                       |  |  |  |  |  |  |  |  |  |  |  |  |  |  |  |  |  |  |
| | 41. Anne de Mortimer                                  |  |  |  |  |  |  |  |  |  |  |  |  |  |  |  |  |  |  |
| |                                                       |  |  |  |  |  |  |  |  |  |  |  |  |  |  |  |  |  |  |
| |                                                       |  |  |  |  |  |  |  |  |  |  |  |  |  |  |  |  |  |  |
| | 10. Edward IV của Anh                                 |  |  |  |  |  |  |  |  |  |  |  |  |  |  |  |  |  |  |
| |                                                       |  |  |  |  |  |  |  |  |  |  |  |  |  |  |  |  |  |  |
| |                                                       |  |  |  |  |  |  |  |  |  |  |  |  |  |  |  |  |  |  |
| | 42. Ralph Neville                                     |  |  |  |  |  |  |  |  |  |  |  |  |  |  |  |  |  |  |
| |                                                       |  |  |  |  |  |  |  |  |  |  |  |  |  |  |  |  |  |  |
| |                                                       |  |  |  |  |  |  |  |  |  |  |  |  |  |  |  |  |  |  |
| | 21. Cecily Neville                                    |  |  |  |  |  |  |  |  |  |  |  |  |  |  |  |  |  |  |
| |                                                       |  |  |  |  |  |  |  |  |  |  |  |  |  |  |  |  |  |  |
| |                                                       |  |  |  |  |  |  |  |  |  |  |  |  |  |  |  |  |  |  |
| | 43. Jeanne Beaufort                                   |  |  |  |  |  |  |  |  |  |  |  |  |  |  |  |  |  |  |
| |                                                       |  |  |  |  |  |  |  |  |  |  |  |  |  |  |  |  |  |  |
| |                                                       |  |  |  |  |  |  |  |  |  |  |  |  |  |  |  |  |  |  |
| | 5. Elizabeth xứ York                                  |  |  |  |  |  |  |  |  |  |  |  |  |  |  |  |  |  |  |
| |                                                       |  |  |  |  |  |  |  |  |  |  |  |  |  |  |  |  |  |  |
| |                                                       |  |  |  |  |  |  |  |  |  |  |  |  |  |  |  |  |  |  |
| | 44. Richard Wydeville                                 |  |  |  |  |  |  |  |  |  |  |  |  |  |  |  |  |  |  |
| |                                                       |  |  |  |  |  |  |  |  |  |  |  |  |  |  |  |  |  |  |
| |                                                       |  |  |  |  |  |  |  |  |  |  |  |  |  |  |  |  |  |  |
| | 22. Richard Woodville, Bá tước Rivers thứ nhất        |  |  |  |  |  |  |  |  |  |  |  |  |  |  |  |  |  |  |
| |                                                       |  |  |  |  |  |  |  |  |  |  |  |  |  |  |  |  |  |  |
| |                                                       |  |  |  |  |  |  |  |  |  |  |  |  |  |  |  |  |  |  |
| | 45. Joan Bittelsgate                                  |  |  |  |  |  |  |  |  |  |  |  |  |  |  |  |  |  |  |
| |                                                       |  |  |  |  |  |  |  |  |  |  |  |  |  |  |  |  |  |  |
| |                                                       |  |  |  |  |  |  |  |  |  |  |  |  |  |  |  |  |  |  |
| | 11. Elizabeth Woodville                               |  |  |  |  |  |  |  |  |  |  |  |  |  |  |  |  |  |  |
| |                                                       |  |  |  |  |  |  |  |  |  |  |  |  |  |  |  |  |  |  |
| |                                                       |  |  |  |  |  |  |  |  |  |  |  |  |  |  |  |  |  |  |
| | 46. Pierre I xứ Saint-Pol                             |  |  |  |  |  |  |  |  |  |  |  |  |  |  |  |  |  |  |
| |                                                       |  |  |  |  |  |  |  |  |  |  |  |  |  |  |  |  |  |  |
| |                                                       |  |  |  |  |  |  |  |  |  |  |  |  |  |  |  |  |  |  |
| | 23. Jacquetta xứ Luxembourg                           |  |  |  |  |  |  |  |  |  |  |  |  |  |  |  |  |  |  |
| |                                                       |  |  |  |  |  |  |  |  |  |  |  |  |  |  |  |  |  |  |
| |                                                       |  |  |  |  |  |  |  |  |  |  |  |  |  |  |  |  |  |  |
| | 47. Marguerite xứ Baux                                |  |  |  |  |  |  |  |  |  |  |  |  |  |  |  |  |  |  |
| |                                                       |  |  |  |  |  |  |  |  |  |  |  |  |  |  |  |  |  |  |
| |                                                       |  |  |  |  |  |  |  |  |  |  |  |  |  |  |  |  |  |  |
| | 1. Mary I của Anh                                     |  |  |  |  |  |  |  |  |  |  |  |  |  |  |  |  |  |  |
| |                                                       |  |  |  |  |  |  |  |  |  |  |  |  |  |  |  |  |  |  |
| |                                                       |  |  |  |  |  |  |  |  |  |  |  |  |  |  |  |  |  |  |
| | 48. Juan I của Castilla (=56)                         |  |  |  |  |  |  |  |  |  |  |  |  |  |  |  |  |  |  |
| |                                                       |  |  |  |  |  |  |  |  |  |  |  |  |  |  |  |  |  |  |
| |                                                       |  |  |  |  |  |  |  |  |  |  |  |  |  |  |  |  |  |  |
| | 24. Ferrando I của Aragón                             |  |  |  |  |  |  |  |  |  |  |  |  |  |  |  |  |  |  |
| |                                                       |  |  |  |  |  |  |  |  |  |  |  |  |  |  |  |  |  |  |
| |                                                       |  |  |  |  |  |  |  |  |  |  |  |  |  |  |  |  |  |  |
| | 49. Leonor của Aragón (=57)                           |  |  |  |  |  |  |  |  |  |  |  |  |  |  |  |  |  |  |
| |                                                       |  |  |  |  |  |  |  |  |  |  |  |  |  |  |  |  |  |  |
| |                                                       |  |  |  |  |  |  |  |  |  |  |  |  |  |  |  |  |  |  |
| | 12. Chuan II của Aragón                               |  |  |  |  |  |  |  |  |  |  |  |  |  |  |  |  |  |  |
| |                                                       |  |  |  |  |  |  |  |  |  |  |  |  |  |  |  |  |  |  |
| |                                                       |  |  |  |  |  |  |  |  |  |  |  |  |  |  |  |  |  |  |
| | 50. Sancho của Castilla                               |  |  |  |  |  |  |  |  |  |  |  |  |  |  |  |  |  |  |
| |                                                       |  |  |  |  |  |  |  |  |  |  |  |  |  |  |  |  |  |  |
| |                                                       |  |  |  |  |  |  |  |  |  |  |  |  |  |  |  |  |  |  |
| | 25. Leonor xứ Alburquerque                            |  |  |  |  |  |  |  |  |  |  |  |  |  |  |  |  |  |  |
| |                                                       |  |  |  |  |  |  |  |  |  |  |  |  |  |  |  |  |  |  |
| |                                                       |  |  |  |  |  |  |  |  |  |  |  |  |  |  |  |  |  |  |
| | 51. Beatriz của Bồ Đào Nha                            |  |  |  |  |  |  |  |  |  |  |  |  |  |  |  |  |  |  |
| |                                                       |  |  |  |  |  |  |  |  |  |  |  |  |  |  |  |  |  |  |
| |                                                       |  |  |  |  |  |  |  |  |  |  |  |  |  |  |  |  |  |  |
| | 6. Ferrando II của Aragón                             |  |  |  |  |  |  |  |  |  |  |  |  |  |  |  |  |  |  |
| |                                                       |  |  |  |  |  |  |  |  |  |  |  |  |  |  |  |  |  |  |
| |                                                       |  |  |  |  |  |  |  |  |  |  |  |  |  |  |  |  |  |  |
| | 52. Alfonso Enríquez                                  |  |  |  |  |  |  |  |  |  |  |  |  |  |  |  |  |  |  |
| |                                                       |  |  |  |  |  |  |  |  |  |  |  |  |  |  |  |  |  |  |
| |                                                       |  |  |  |  |  |  |  |  |  |  |  |  |  |  |  |  |  |  |
| | 26. Frederick Enríquez, Bá tước xứ Melgar             |  |  |  |  |  |  |  |  |  |  |  |  |  |  |  |  |  |  |
| |                                                       |  |  |  |  |  |  |  |  |  |  |  |  |  |  |  |  |  |  |
| |                                                       |  |  |  |  |  |  |  |  |  |  |  |  |  |  |  |  |  |  |
| | 53. Juana xứ Mendoza                                  |  |  |  |  |  |  |  |  |  |  |  |  |  |  |  |  |  |  |
| |                                                       |  |  |  |  |  |  |  |  |  |  |  |  |  |  |  |  |  |  |
| |                                                       |  |  |  |  |  |  |  |  |  |  |  |  |  |  |  |  |  |  |
| | 13. Juana Enríquez                                    |  |  |  |  |  |  |  |  |  |  |  |  |  |  |  |  |  |  |
| |                                                       |  |  |  |  |  |  |  |  |  |  |  |  |  |  |  |  |  |  |
| |                                                       |  |  |  |  |  |  |  |  |  |  |  |  |  |  |  |  |  |  |
| | 54. Diego Fernández xứ Córdoba                        |  |  |  |  |  |  |  |  |  |  |  |  |  |  |  |  |  |  |
| |                                                       |  |  |  |  |  |  |  |  |  |  |  |  |  |  |  |  |  |  |
| |                                                       |  |  |  |  |  |  |  |  |  |  |  |  |  |  |  |  |  |  |
| | 27. Marina de Córdoba                                 |  |  |  |  |  |  |  |  |  |  |  |  |  |  |  |  |  |  |
| |                                                       |  |  |  |  |  |  |  |  |  |  |  |  |  |  |  |  |  |  |
| |                                                       |  |  |  |  |  |  |  |  |  |  |  |  |  |  |  |  |  |  |
| | 55. Inés xứ Ayala                                     |  |  |  |  |  |  |  |  |  |  |  |  |  |  |  |  |  |  |
| |                                                       |  |  |  |  |  |  |  |  |  |  |  |  |  |  |  |  |  |  |
| |                                                       |  |  |  |  |  |  |  |  |  |  |  |  |  |  |  |  |  |  |
| | 3. Catalina của Castilla                              |  |  |  |  |  |  |  |  |  |  |  |  |  |  |  |  |  |  |
| |                                                       |  |  |  |  |  |  |  |  |  |  |  |  |  |  |  |  |  |  |
| |                                                       |  |  |  |  |  |  |  |  |  |  |  |  |  |  |  |  |  |  |
| | 56. Juan I của Castilla (=48)                         |  |  |  |  |  |  |  |  |  |  |  |  |  |  |  |  |  |  |
| |                                                       |  |  |  |  |  |  |  |  |  |  |  |  |  |  |  |  |  |  |
| |                                                       |  |  |  |  |  |  |  |  |  |  |  |  |  |  |  |  |  |  |
| | 28. Enrique III của Castilla                          |  |  |  |  |  |  |  |  |  |  |  |  |  |  |  |  |  |  |
| |                                                       |  |  |  |  |  |  |  |  |  |  |  |  |  |  |  |  |  |  |
| |                                                       |  |  |  |  |  |  |  |  |  |  |  |  |  |  |  |  |  |  |
| | 57. Alionor của Aragón (=49)                          |  |  |  |  |  |  |  |  |  |  |  |  |  |  |  |  |  |  |
| |                                                       |  |  |  |  |  |  |  |  |  |  |  |  |  |  |  |  |  |  |
| |                                                       |  |  |  |  |  |  |  |  |  |  |  |  |  |  |  |  |  |  |
| | 14. Juan II của Castilla                              |  |  |  |  |  |  |  |  |  |  |  |  |  |  |  |  |  |  |
| |                                                       |  |  |  |  |  |  |  |  |  |  |  |  |  |  |  |  |  |  |
| |                                                       |  |  |  |  |  |  |  |  |  |  |  |  |  |  |  |  |  |  |
| | 58. John xứ Gaunt                                     |  |  |  |  |  |  |  |  |  |  |  |  |  |  |  |  |  |  |
| |                                                       |  |  |  |  |  |  |  |  |  |  |  |  |  |  |  |  |  |  |
| |                                                       |  |  |  |  |  |  |  |  |  |  |  |  |  |  |  |  |  |  |
| | 29. Catherine xứ Lancaster                            |  |  |  |  |  |  |  |  |  |  |  |  |  |  |  |  |  |  |
| |                                                       |  |  |  |  |  |  |  |  |  |  |  |  |  |  |  |  |  |  |
| |                                                       |  |  |  |  |  |  |  |  |  |  |  |  |  |  |  |  |  |  |
| | 59. Constanza của Castilla                            |  |  |  |  |  |  |  |  |  |  |  |  |  |  |  |  |  |  |
| |                                                       |  |  |  |  |  |  |  |  |  |  |  |  |  |  |  |  |  |  |
| |                                                       |  |  |  |  |  |  |  |  |  |  |  |  |  |  |  |  |  |  |
| | 7. Isabel I của Castilla                              |  |  |  |  |  |  |  |  |  |  |  |  |  |  |  |  |  |  |
| |                                                       |  |  |  |  |  |  |  |  |  |  |  |  |  |  |  |  |  |  |
| |                                                       |  |  |  |  |  |  |  |  |  |  |  |  |  |  |  |  |  |  |
| | 60. João I của Bồ Đào Nha                             |  |  |  |  |  |  |  |  |  |  |  |  |  |  |  |  |  |  |
| |                                                       |  |  |  |  |  |  |  |  |  |  |  |  |  |  |  |  |  |  |
| |                                                       |  |  |  |  |  |  |  |  |  |  |  |  |  |  |  |  |  |  |
| | 30. John, Công tước xứ Beja                           |  |  |  |  |  |  |  |  |  |  |  |  |  |  |  |  |  |  |
| |                                                       |  |  |  |  |  |  |  |  |  |  |  |  |  |  |  |  |  |  |
| |                                                       |  |  |  |  |  |  |  |  |  |  |  |  |  |  |  |  |  |  |
| | 61. Philippa xứ Lancaster                             |  |  |  |  |  |  |  |  |  |  |  |  |  |  |  |  |  |  |
| |                                                       |  |  |  |  |  |  |  |  |  |  |  |  |  |  |  |  |  |  |
| |                                                       |  |  |  |  |  |  |  |  |  |  |  |  |  |  |  |  |  |  |
| | 15. Isabel của Bồ Đào Nha                             |  |  |  |  |  |  |  |  |  |  |  |  |  |  |  |  |  |  |
| |                                                       |  |  |  |  |  |  |  |  |  |  |  |  |  |  |  |  |  |  |
| |                                                       |  |  |  |  |  |  |  |  |  |  |  |  |  |  |  |  |  |  |
| | 62. Afonso I xứ Bragança                              |  |  |  |  |  |  |  |  |  |  |  |  |  |  |  |  |  |  |
| |                                                       |  |  |  |  |  |  |  |  |  |  |  |  |  |  |  |  |  |  |
| |                                                       |  |  |  |  |  |  |  |  |  |  |  |  |  |  |  |  |  |  |
| | 31. Isabel xứ Braganca                                |  |  |  |  |  |  |  |  |  |  |  |  |  |  |  |  |  |  |
| |                                                       |  |  |  |  |  |  |  |  |  |  |  |  |  |  |  |  |  |  |
| |                                                       |  |  |  |  |  |  |  |  |  |  |  |  |  |  |  |  |  |  |
| | 63. Beatriz Pereira xứ Alvim                          |  |  |  |  |  |  |  |  |  |  |  |  |  |  |  |  |  |  |
| |                                                       |  |  |  |  |  |  |  |  |  |  |  |  |  |  |  |  |  |  |
| |                                                       |  |  |  |  |  |  |  |  |  |  |  |  |  |  |  |  |  |  |

## Trong văn học nghệ thuật

### Văn chương
- Marie Tudor (1833) của Victor Hugo.
- Tháp Luân Đôn (1840) của William Harrison Ainsworth.
- Queen Mary (1875) của Alfred, Lord Tennyson (kịch).
- The Prince and the Pauper (1881) by Mark Twain.
- Young Bess (1944), Elizabeth, Captive Princess (1948), và Elizabeth and the Prince of Spain (1953) của Margaret Irwin. Một bộ ba cuốn tập chú vào giai đoạn đầu của Elizabeth I của Anh, mối quan hệ của bà với Mary và Felipe II của Tây Ban Nha.
- Daughter of Henry VIII (1971) của Rosemary Churchill. Mary bất đồng với cha, Henry VIII của Anh.
- The Ringed Castle (1971) của Dorothy Dunnett.
- I Am Mary Tudor (1971), Mary the Queen (1973), và Bloody Mary (1974) của Hilda Lewis.
- Queen's Lady (1981) của Patricia Parkes.
- In the Shadow of the Crown (1988) của Eleanor Hibbert. Tiểu thuyết lịch sử về các Nữ vương Nhà Tudor.
- In the Garden of Iden (1997) của Kage Baker.
- In The Time Of The Poisoned Queen (1998) của Paul C. Doherty.
- Elizabeth I: Red Rose of the House of Tudor (1999) của Kathryn Lasky.
- Mary, Bloody Mary (1999) và Beware, Princess Elizabeth (2001) của Carolyn Meyer.
- Kissed by Shadows (2003) của Jane Feather (kịch lịch sử).
- The Queen's Fool (2004) của Philippa Gregory. Thuật lại việc Mary lên ngôi và trị vì với góc nhìn đồng cảm, cũng làm sống lại những hình ảnh kinh hoàng kéo dài trong cuộc đời Mary mà không che giấu sự khiếp đảm đối với việc bách hại tôn giáo.
- Innocent Traitor (2007) và The Lady Elizabeth (2008) của Alison Weir. Hai cuốn tiểu thuyết nói về mối quan hệ thù địch của Mary đối với Lady Jane Grey và Elizabeth I.
- The Queen's Sorrow (2008) của Suzannah Dunn.
- Dracula and the Bloody Mary: A Tragicomedy (đầu thế kỷ 21) của Santiago Sevilla.

### Điện ảnh và Truyền hình
Những diễn viên đóng vai Mary:
- Jeanne Delvair trong Marie Tudor (1917). Chuyển thể từ tiểu thuyết của Victor Hugo.
- Gwen Ffrangcon Davies trong Tudor Rose (1936), về Lady Jane Grey
- Yvette Pienne trong Pearls of the Crown (1937).
- Ann Tyrrell trong Young Bess (1953)
- Sheila Allen trong The Prince and the Pauper (1962),
- Françoise Christophe trong Marie Tudor (1966). Chuyển thể từ tiều thuyết của Victor Hugo.
- Nicola Pagett trong Anne of the Thousand Days (1969).
- Verina Greenlaw trong loạt phim truyền hình của BBC The Six Wives of Henry VIII (1971).
- Daphne Slater trong loạt phim truyền hình của BBC Elizabeth R (1971).
- Inge Keller trong Die Liebe und die Königin (1977), chuyển thể từ tiểu thuyết của Victor Hugo.
- Jane Lapotaire trong Lady Jane (1986)
- Mary MacDonald trong Kings and Queens of England Volume I (1993)
- Kathy Burke trong Elizabeth (1998)
- Lara Belmont trong loạt phim truyền hình Henry VIII (2003).
- Joanne Whalley trong loạt phim truyền hình The Virgin Queen (2005)
- Bláthnaid McKeown (mùa 1) và Sarah Bolger (mùa 2 - 4) trong loạt phim truyền hình The Tudors (2007 - 2010)
- Constance Stride trong The Other Boleyn Girl  (2008)
- Miranda French trong The Twisted Tale Of Bloody Mary (2008)
- Lily Lesser trong Wolf Hall (2015)
- Ángela Cremonte trong Carlos, rey emperador (2015 - 2016)
- Romola Garai trong Becoming Elizabeth (2022) của Starz